# Haus Wettin

Wappen des Königshauses

Das Haus Wettin ist mit über 1000 Jahren Familiengeschichte eines der ältesten urkundlich nachgewiesenen Geschlechter des deutschen Hochadels, dem eine historische Bedeutung für die Landesgeschichte der Bundesländer Sachsen, Thüringen, Sachsen-Anhalt und Bayern zukommt. Ihren Namen leitet die Dynastie von der Burg Wettin ab, gelegen nordwestlich von Halle (Saale).
Seit dem hohen Mittelalter stellte das Geschlecht zahlreiche Markgrafen von Meißen, Landgrafen von Thüringen sowie Herzöge und Kurfürsten von Sachsen. Im Jahr 1485 entstanden mit der Leipziger Teilung zwei Hauptlinien – die ernestinische Linie mit dem hauptsächlichen Herrschaftsgebiet des heutigen Thüringen und die albertinische Linie mit dem hauptsächlichen Herrschaftsgebiet des heutigen Freistaats Sachsen.
Die Albertiner erlangten 1806 die sächsische Königswürde. Der letzte König, Friedrich August III., dankte während der Novemberrevolution 1918 ab. Bis dahin regierten auch die Ernestiner im Großherzogtum Sachsen-Weimar-Eisenach und in den Herzogtümern Sachsen-Altenburg, Sachsen-Coburg-Gotha und Sachsen-Meiningen. Aus den Wettinern gingen bis zur Neuzeit mehrere Monarchen von Sachsen, Polen, Belgien, Portugal, Bulgarien und Großbritannien hervor. Aktuell regierender Monarch ernestinischer Abstammung ist der belgische König Philippe.

## Herkunft

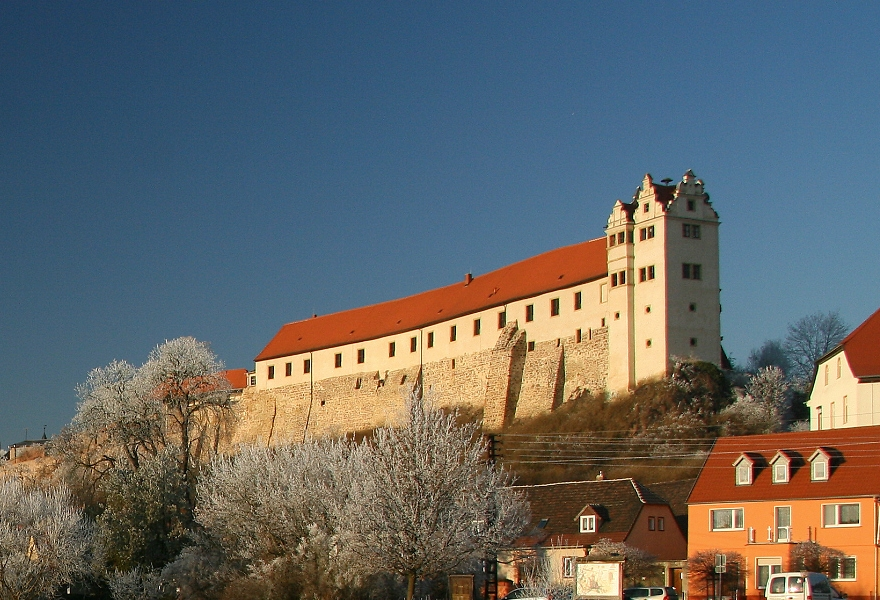
Die Stammburg des Hauses, die Burg Wettin

Das Haus Wettin kann in seiner Herkunft bis in die zweite Hälfte des 10. Jahrhunderts zurückverfolgt werden. Es ist damit, nach den älteren Welfen und Reginaren (dem Haus Hessen), die einzige noch bestehende Familie Deutschlands, die urkundlich vor der ersten Jahrtausendwende nachgewiesen ist. Die übrigen später großen Dynastien wie die Hohenzollern, Habsburger, Wittelsbacher, Askanier, Oldenburger, Obotriten und Zähringer erscheinen sämtlich erst nach dem Jahr 1000 in der schriftlichen Überlieferung.
Über die frühesten bekannten Stammesältesten der Wettiner ist bei dem Chronisten Thietmar von Merseburg zu lesen, dass der Graf Dedo I. (im Original Daedi comes) (* um 960; † 13. November 1009) der Sohn eines Dietrich (im Original Thiedrico) war. Beide sollen dem Stamm der sogenannten „Buzici“ angehört haben, dessen genealogische Verbindung zu Adelsgeschlechtern der Sorben im Bereich des Limes Sorabicus ungeklärt ist und die – besiegt, tributpflichtig und untertänig geworden – auch nicht als erwähnenswert angesehen worden wären. Dedo soll in jungen Jahren einem agnatischen Verwandten im Limes Sorabicus, dem Gaugrafen Rikdag († 985), als Vasall gedient haben.
Über die Herkunft des Dietrich und Dedo de Buzici wurden in der Geschichtsliteratur mannigfaltige Überlegungen angestellt. Eine Ansicht aus der Dissertation Friedrich Kurzes von 1886, die Otto Posse in seiner Genealogie des Hauses Wettin 1897 übernahm, bezieht den Stammesnamen Buzici auf einen „Buco“ oder „Buzo“, der eine Kurzform des Namens „Burchard“ sein soll, und identifiziert die Buzici daher mit den Burcharden, Gefolgsleuten der Karolinger seit Karl dem Großen. Zwei in der Schlacht am Kap Colonna gegen die Sarazenen (13. Juli 982) gefallene Adelige, Burchard IV. im Hassegau und Dedi, werden dabei als Brüder Dietrichs I. und der 957 gestorbene Hassegaugraf Dedi (Téti) als ihr gemeinsamer Vater angesehen. Eine Erweiterung dieser Interpretation des lateinischsprachigen Textes führt Dietrichs Abstammung bis auf einen 908 gegen die Ungarn gefallenen Burchard von Thüringen, Markgrafen im Limes Sorabicus in Nachbarschaft zum bayerischen Nordgau, zurück.
Eine zweite Ansicht zur Herkunft des Hauses Wettin, die Reinhard Wenskus und Stefan Pätzold vertreten, führt die Buzici ebenfalls auf den Leitnamen Burchard zurück und hält Dietrich für einen Sohn des schwäbischen Herzogs Burchard III. († 973) aus dem Geschlecht der Burchardinger, der nach 926 einige Zeit in Sachsen verbrachte und aus einer urkundlich nicht belegten ersten Ehe mit einer Immedingerin namens Wieltrud stammen soll. Zur Stützung dieser Herkunftstheorie der Buzici wird angeführt, dass in der Vorrede des, allerdings erst im 13. Jahrhundert entstandenen, Sachsenspiegels das Haus Wettin zu den fränkischen Geschlechtern gezählt wird.
Eine dritte Herkunftstheorie, vertreten im Lexikon des Mittelalters, sieht Dietrich als Sohn des Harzgaugrafen Volkmar (Folcmar, um 945). Dafür spricht, dass der agnatische Verwandte Rikdag als Angehöriger der Harzgaugrafen gilt, einer Sippe, die sich bis ins 9. Jahrhundert zurückverfolgen lässt.

## Frühe Geschichte
Die Grundherrschaft Wettin im Gau Nudzici wird erstmals in einer am 29. Juli 961 ausgestellten Urkunde von König Otto I. dem Großen schriftlich erwähnt. Der spätere Kaiser bestimmte darin, dass unter anderem auch der von Wettin eingezogene Kirchenzehnt an das Kloster St. Moritz zu Magdeburg zu entrichten sei. Die Grundherrschaft Wettin gehörte kurze Zeit später der meißnischen Mark des Grafen Rikdag an, in dessen Dienst unter anderen der ihm agnatisch verwandte Dedo I. stand. Offenbar hatte dieser die Grundherrschaft von dem Markgrafen als Allod erhalten, das fortan in der Familie erblich blieb. Der Stammsitz der frühen Wettiner war allerdings zunächst die Burg Eilenburg, die Dedo II. als ältester Sohn Dietrichs II. erbte. Der Eilenburger Zweig der Sippe erlangte später die Markgrafschaft Meißen, starb aber 1123 im Mannesstamm aus.
Ein jüngerer Sohn Dietrichs II. war Thimo, der neben anderen Gütern der Familie auch die Burg Wettin von seinem Vater geerbt hatte. Von ihm stammten letztlich alle nachfolgenden Generationen der Wettiner ab, und offenbar diente für ihn die namensgebende Burg bereits als bevorzugter Stammsitz. Denn Thimo war der erste seiner Familie, der schon in zeitgenössischen Chroniken als „Graf von Wettin“ bekannt war. Abgeleitet vom Namen dieser Stammburg wurden die Nachkommen und auch rückwirkend die Vorfahren Thimos „Wettiner“ genannt, ein Familienname, der sich spätestens im 13. Jahrhundert als allgemein gebräuchlich für diese Familie durchgesetzt hat, wie die in dieser Zeit entstandene Genealogie der frühen Wettiner, die Genealogica Wettinensis, bezeugt.

## Aufstieg und Teilung
Unter die führenden deutschen Dynastien etablierten sich die Wettiner ab Konrad dem Großen, der nach siegreichem Machtkampf gegen Wiprecht von Groitzsch mit Unterstützung des Sachsenherzogs Lothar von Süpplingenburg die Markgrafschaft Meißen an sich bringen konnte, mit der er 1125 von Kaiser Heinrich V. auch offiziell belehnt wurde.
Die Mark Meißen gaben die Wettiner fortan nicht mehr aus der Hand, sie wurde zum Ausgangspunkt ihrer Expansion in den thüringischen Raum. Die Burg Wettin hingegen kam nach Aussterben der Wettiner Grafenlinie 1217 im Erbgang an die wettinischen Grafen von Brehna. Otto IV. von Brehna verkaufte am 14. November 1288 die Grafschaft Wettin an den Erzbischof von Magdeburg. Sie wurde in ein erzbischöfliches Amt umgewandelt.
Otto der Reiche († 1190), der Sohn Konrads des Großen, erhielt die Markgrafschaft Meißen. Sein Bruder Dietrich II. bekam die Markgrafschaft Lausitz und nannte sich nach seinem Burgsitz „Markgraf von Landsberg“.

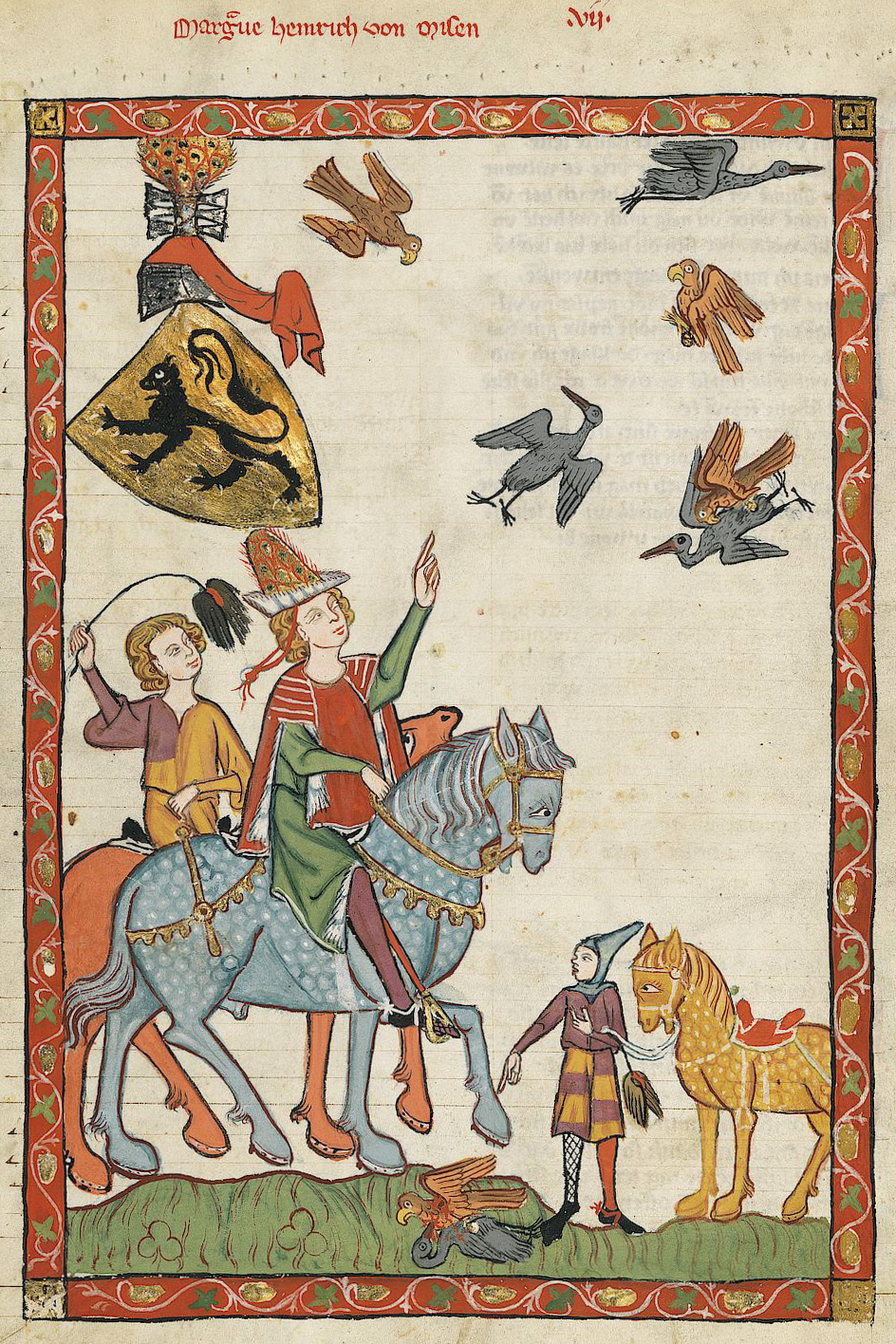
Heinrich der Erlauchte, Markgraf von Meißen und Landgraf von Thüringen, dargestellt im Codex Manesse, 13. Jahrhundert

Aus dem thüringisch-hessischen Erbfolgekrieg siegreich hervorgegangen, konnte Markgraf Heinrich der Erlauchte im 13. Jahrhundert auch die Landgrafschaft Thüringen für seine Dynastie gewinnen. Friedrich der Freidige (der Gebissene) und sein Bruder Dietrich (Diezmann) konnten die Hausmacht der Wettiner erfolgreich gegen König Albrecht I. von Habsburg in der siegreichen Schlacht bei Lucka am 31. Mai 1307 verteidigen.
Friedrich der Streitbare erhielt 1423 das Herzogtum Sachsen-Wittenberg und die Grafschaft Brehna. Durch die Übertragung des Herzogtums Sachsen-Wittenberg an den meißnischen Markgrafen konnten sich die Wettiner schließlich aufgrund der damit verbundenen sächsischen Kurwürde unter die deutschen Kurfürsten einreihen.
Wie auch bei anderen deutschen Häusern üblich, teilten die Wettiner regelmäßig ihre Besitzungen unter Söhnen und Brüdern auf, was häufig zu Spannungen führte. Nach dem Tod von Friedrich IV. führten Uneinigkeiten zwischen seinen Neffen Friedrich II. und Wilhelm III. zur Altenburger Teilung. Trotz des Halleschen Machtspruchs 1445 eskalierte der Konflikt später bis zum Sächsischen Bruderkrieg.

## Die mittelalterlichen Wettiner
| Name (Lebensdaten) | Verwandtschaft                          | Titel |
| --- | --------------------------------------- | --- |
| Dietrich I. (Thiedrico) († wohl vor 976/966) |                                         | |
| Dedo I. (Daedi) (* um 960; † 13. November 1009) | Sohn des Vorgängers                     | Graf von Merseburg |
| Dietrich II. (* um 990; † 19. November 1034) | Sohn des Vorgängers                     | Graf im Hassegau und Markgraf der Lausitz (Dietrich I.)                                                                                     |
| Dedo II. (* um 1010; † 1075) | Sohn des Vorgängers                     | Graf von Eilenburg und der Gaue Siusili, Serimunt und Nizizi, Markgraf der Lausitz (Dedo I.)                                                |
| Dedo III. († 1069) | erster Sohn Dedo II.                    | Markgraf der Lausitz (Dedo II.) |
| Heinrich I. der Ältere (* um 1070; † 1103) | zweiter Sohn Dedo II.                   | Markgraf der Lausitz und von Meißen |
| Heinrich II. der Jüngere (* 1103; † 1123) | Sohn des Vorgängers                     | Markgraf der Lausitz und von Meißen |
| Thimo (* vor 1034; † 1091 oder 1118) | Sohn Dietrich II.                       | Graf von Wettin, Brehna und Kistritz |
| Dedo IV. († 16. Dezember 1124) | erster Sohn Thimos                      | Graf von Wettin und Groitzsch |
| Konrad der Große (* um 1098; † 5. Februar 1157) | zweiter Sohn Thimos                     | Graf von Wettin und Markgraf von Meißen und der Lausitz                                                                                     |
| Otto der Reiche (* 1125; † 18. Februar 1190) | Sohn des Vorgängers                     | Markgraf von Meißen |
| Albrecht I. der Stolze (* 1158; † 24. Juni 1195) | Sohn des Vorgängers                     | Markgraf von Meißen |
| Dietrich der Bedrängte (* 1162; † 18. Februar 1221) | Bruder des Vorgängers                   | Markgraf von Meißen und von der Lausitz (Dietrich III.)                                                                                     |
| Heinrich III. der Erlauchte (* um 1215; † 15. Februar 1288)                                                                                                  | Sohn des Vorgängers                     | Markgraf von Meißen und von der Lausitz (Heinrich IV.), Landgraf von Thüringen und Pfalzgraf von Sachsen                                    |
| Albrecht II. der Entartete (* 1240; † 1314/1315) | Sohn des Vorgängers                     | Landgraf von Thüringen und Markgraf von Meißen                                                                                              |
| Friedrich I. der Freidige / der Gebissene (* 1257; † 16. November 1323)                                                                                      | Sohn des Vorgängers                     | Landgraf von Thüringen und Markgraf von Meißen                                                                                              |
| Friedrich II. der Ernsthafte (* 30. November 1310; † 18. November 1349)                                                                                      | Sohn des Vorgängers                     | Landgraf von Thüringen und Markgraf von Meißen                                                                                              |
| Friedrich III. der Strenge (* 14. Dezember 1332; † 21. Mai 1381)                                                                                             | erster Sohn Friedrichs des Ernsthaften  | Landgraf von Thüringen und Markgraf von Meißen                                                                                              |
| Balthasar (* 21. Dezember 1336; † 18. Mai 1406) | zweiter Sohn Friedrichs des Ernsthaften | Landgraf von Thüringen und Markgraf von Meißen                                                                                              |
| Wilhelm I. der Einäugige (* 19. Dezember 1343; † 9. Februar 1407)                                                                                            | dritter Sohn Friedrichs des Ernsthaften | Markgraf von Meißen |
| Friedrich IV. der Friedfertige (* 1384; † 7. Mai 1440) | Sohn von Balthasar                      | Landgraf von Thüringen |
| Friedrich IV. / I. der Streitbare (* 11. April 1370; † 4. Januar 1428)                                                                                       | erster Sohn Friedrichs des Strengen     | Markgraf von Meißen und Landgraf von Thüringen. Auf ihn wurde 1423 das sächsische Herzogtum und die mit ihm verbundene Kurwürde übertragen. |
| Wilhelm II. der Reiche (* 23. April 1371; † 30. März 1425)                                                                                                   | zweiter Sohn Friedrichs des Strengen    | Markgraf von Meißen |
| Friedrich II. der Sanftmütige (* 22. August 1412; † 7. September 1464)                                                                                       | erster Sohn Friedrichs des Streitbaren  | Herzog und Kurfürst von Sachsen, Markgraf von Meißen, Landgraf von Thüringen                                                                |
| Wilhelm III. der Tapfere (* 30. April 1425; † 17. September 1482)                                                                                            | zweiter Sohn Friedrichs des Streitbaren | Landgraf von Thüringen |
| Die „Leipziger Teilung“ begründete die bis heute fortbestehende Trennung der Wettiner in die ältere ernestinische Linie und die jüngere albertinische Linie. |                                         | |

## Leipziger Teilung

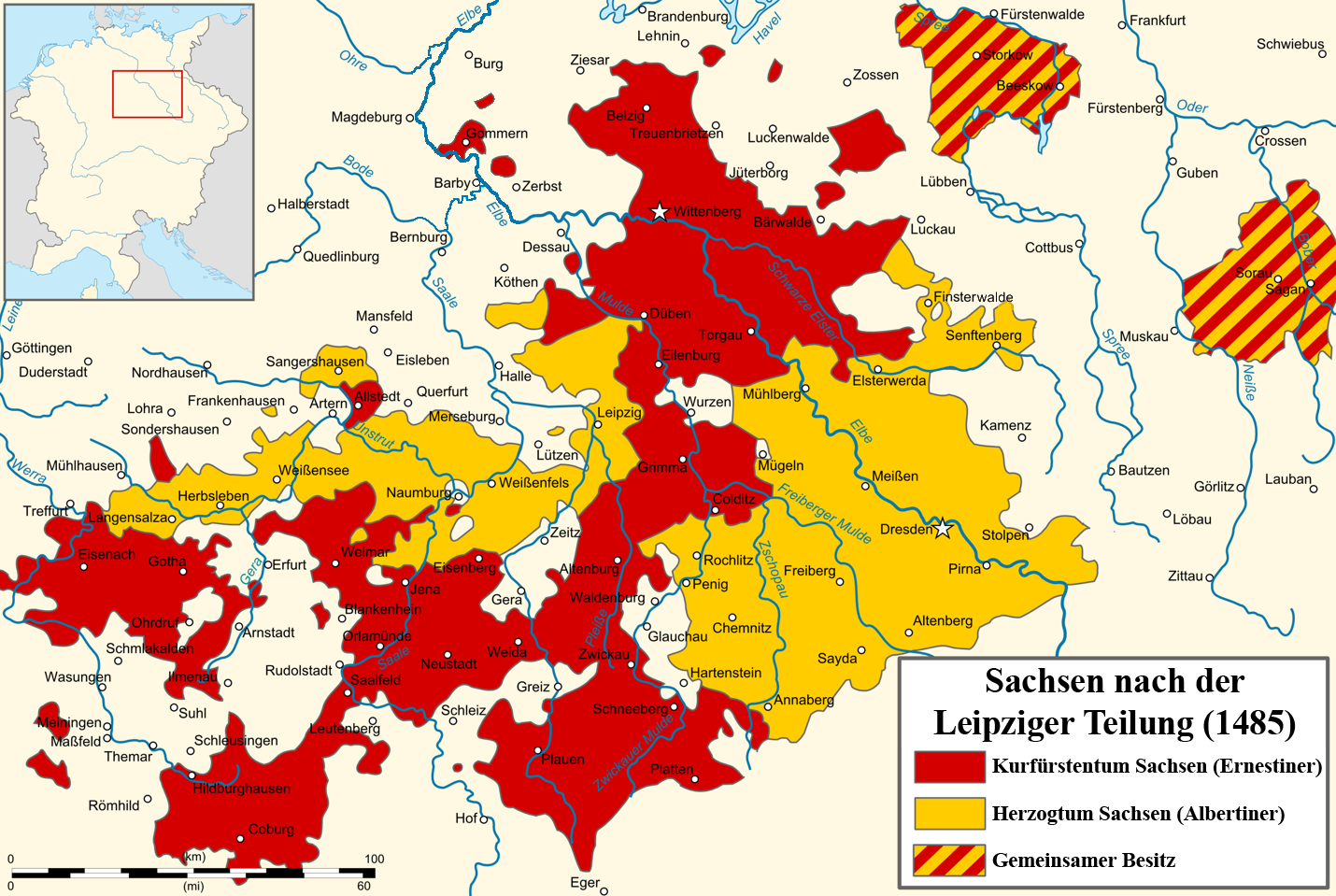
Karte der Leipziger Teilung von 1485.

Als besonders folgenschwer sollte sich die sogenannte „Leipziger Teilung“ 1485 erweisen, in der Kurfürst Ernst mit seinem jüngeren Bruder Albrecht dem Beherzten eine Teilung der wettinischen Lande vereinbarte. Ernst übernahm dabei vor allem die Landgrafschaft Thüringen und das Herzogtum Sachsen-Wittenberg einschließlich der mit ihm verbundenen unteilbaren Kurwürde, Albrecht die Mark Meißen einschließlich des Titels „Herzog von Sachsen“. Im Gegensatz zu den vorherigen Teilungen hat sich diese dauerhaft dynastisch verfestigt. Die Leipziger Teilung führte zum Entstehen der ernestinischen Linie und der albertinischen Linie, die bis zum heutigen Tage existieren.

## Ernestiner
Die von Kurfürst Ernst abstammende ältere „ernestinische Linie“ erlangte insbesondere durch ihren Schutz für die Reformation im 16. Jahrhundert eine besondere historische Bedeutung. Kurfürst Friedrich der Weise bot dem Reformator Martin Luther auf der Wartburg sicheres Asyl vor der Verfolgung Kaiser Karls V. Dadurch gerieten die Ernestiner allerdings auch in einen Gegensatz zu ihren albertinischen Vettern, die in den nun ausbrechenden Konfessionskämpfen zunächst der kaiserlich-katholischen Seite die Treue hielten. Dies hatte zur Folge, dass den Ernestinern nach dem Schmalkaldischen Krieg 1547 die sächsische Kurwürde entzogen wurde, die auf den Albertiner Moritz übertragen wurde. Dieser gehörte zwar ebenfalls zur protestantischen Seite, stand jedoch aus machtpolitischem Kalkül bis zum Fürstenaufstand 1552 mit dem Kaiser im Bunde.
Die Ernestiner behielten allerdings, wie auch die Albertiner, den Titel Herzog zu Sachsen bei, der auf alle männlichen Mitglieder der Familie übertragen wurde. Als ursprünglicher Haupttitel wurde er zusätzlich zum vorangestellten Linien-Titel (Prinz von...), der das betreffende Teilterritorium bezeichnete, geführt.
Durch fortgesetzte Praxis der Erbteilung entstanden in den folgenden Jahrhunderten mehrere sächsische Herzogtümer auf thüringischem Boden (siehe Hauptartikel: Ernestinische Herzogtümer) sowie mehrere ernestinische Linien, die diese Herzogtümer regierten. Zu nennen sind neben der ältesten Linie, dem Haus Sachsen-Weimar, noch das Haus Sachsen-Gotha-Altenburg (1825 erloschen), das Haus Sachsen-Meiningen, das (jüngere) Haus Sachsen-Altenburg (1991 erloschen) und das Haus Sachsen-Coburg und Gotha. Aufgrund dieser Teilungen verloren die Ernestiner allerdings zumindest in Deutschland weitgehend ihre politische Bedeutung. International bedeutend wurde das Haus Sachsen-Coburg und Gotha bzw. dessen Nebenlinie Sachsen-Coburg-Koháry, denn Angehörige dieser Linien gelangten im 19. Jahrhundert auf den britischen, portugiesischen, bulgarischen und belgischen Thron (siehe unten). Wie in ganz Deutschland auch wurden die Monarchien in Thüringen nach dem Ende des Ersten Weltkriegs im Zuge der Novemberrevolution 1918 abgeschafft.

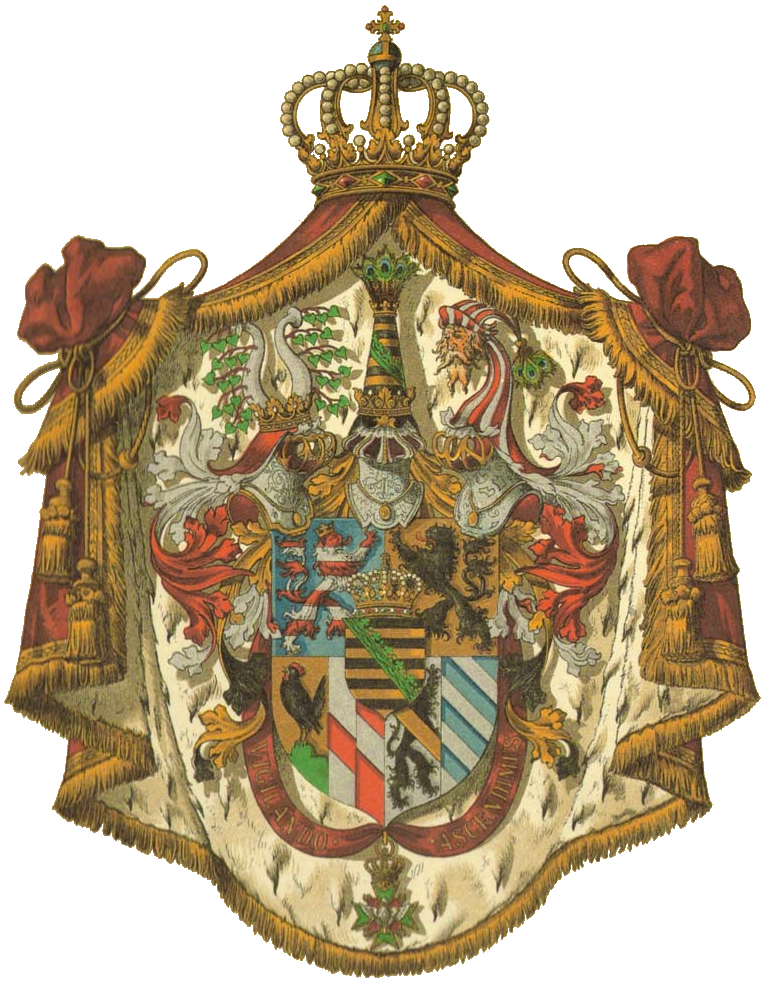
Großherzöge von Sachsen-Weimar-Eisenach
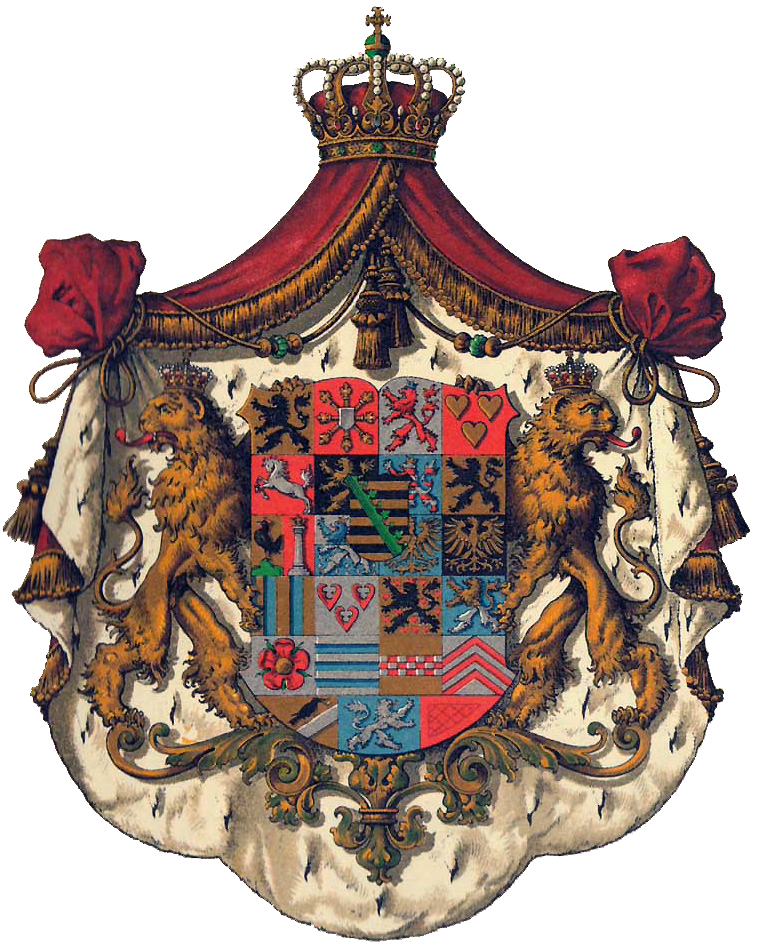
Herzöge von Sachsen-Coburg und Gotha
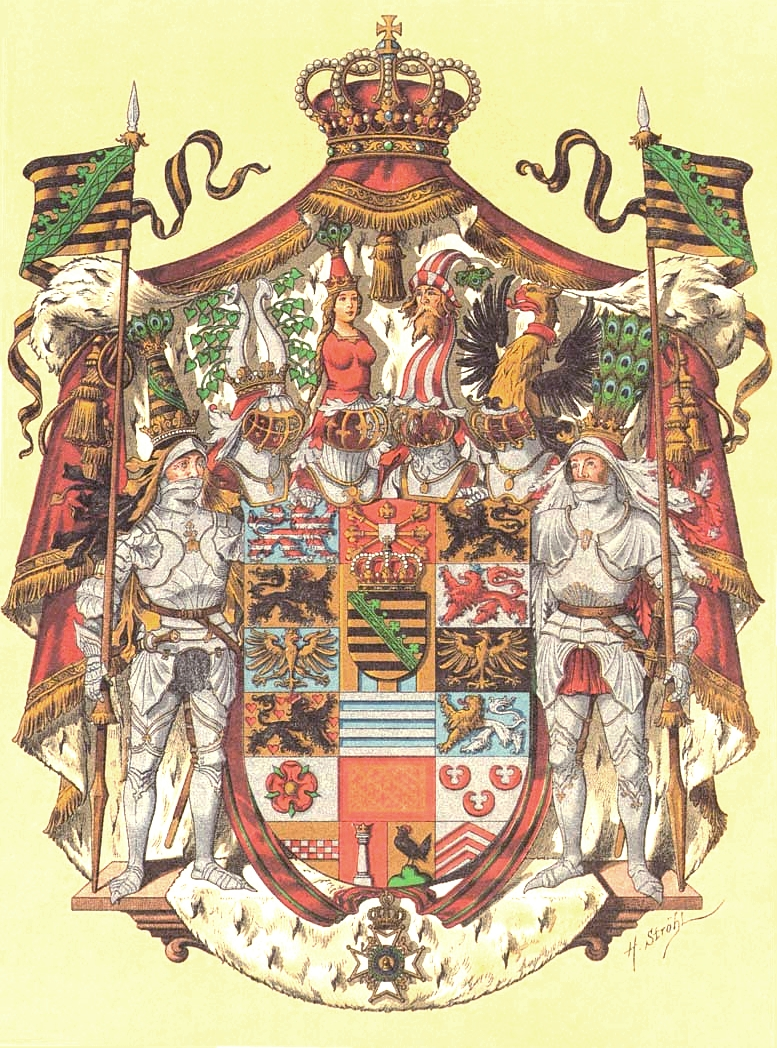
Herzöge von Sachsen-Meiningen
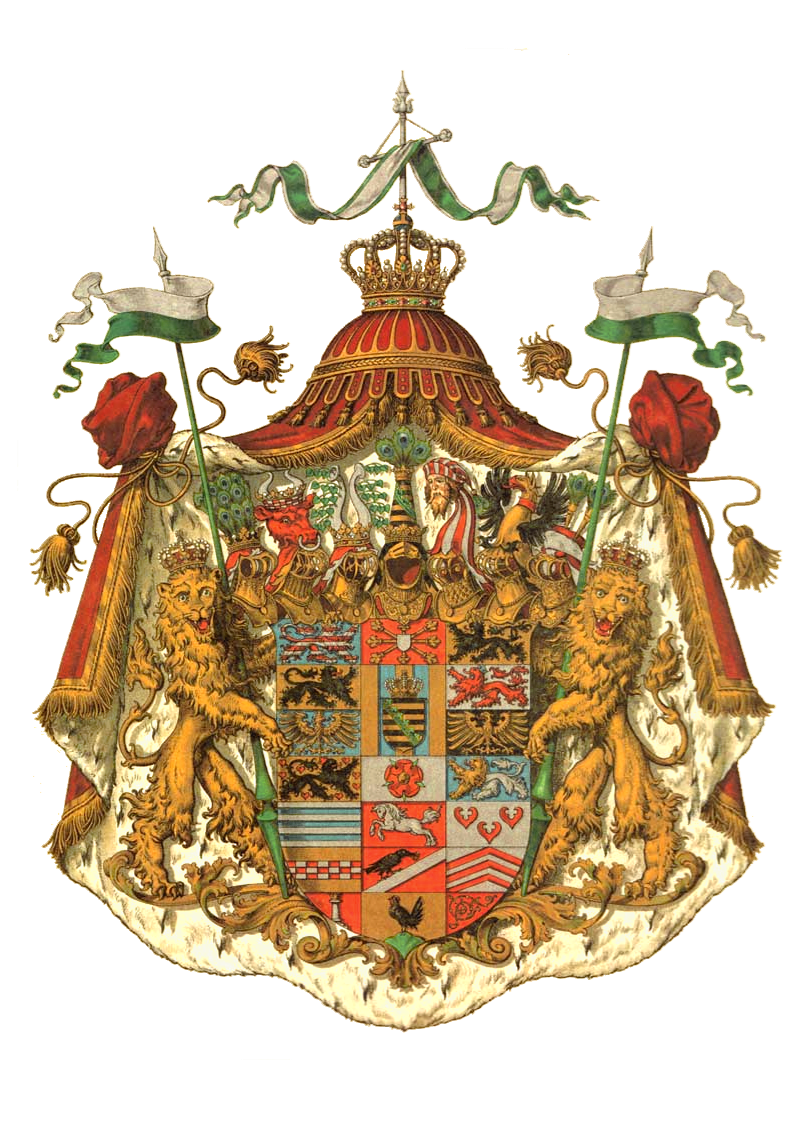
Herzöge von Sachsen-Altenburg

### Ernestinische Kurfürsten von Sachsen
| Bild | Name (Lebensdaten)                                                | Verwandtschaft                          | Titel |
| ---- | ----------------------------------------------------------------- | --------------------------------------- | --- |
|      | Ernst (* 24. März 1441; † 26. August 1486)                        | erster Sohn Friedrichs des Sanftmütigen | Kurfürst von Sachsen, Landgraf von Thüringen und Markgraf von Meißen |
|      | Friedrich III. der Weise (* 17. Januar 1463; † 5. Mai 1525)       | Sohn des Vorgängers                     | Kurfürst von Sachsen und Landgraf von Thüringen |
|      | Johann der Beständige (* 13. Juni 1468; † 16. August 1532)        | Bruder des Vorgängers                   | Kurfürst von Sachsen und Landgraf von Thüringen |
|      | Johann Friedrich der Großmütige (* 30. Juni 1503; † 3. März 1554) | Sohn des Vorgängers                     | Kurfürst von Sachsen und Landgraf von Thüringen. Verlor 1547 die sächsische Kurwürde an die albertinische Linie und trug seither den Titel eines „Herzogs von Sachsen“. |

### Ernestiner in Europa (Coburger)
Die ernestinische Linie der Wettiner gelangte erst im 19. Jahrhundert durch eine weitgreifende Heiratspolitik wieder zu einer europäischen Bedeutung, indem nicht nur ihre weiblichen Mitglieder in regierende Fürstenhäuser hinein, sondern auch ihre männlichen Vertreter die Erbinnen von Königsthronen heiraten konnten oder direkt auf die Throne unabhängig gewordener Monarchien gesetzt wurden. Hervor taten sich dabei ausschließlich die Angehörigen des Zweigs der Herzöge von Sachsen-Coburg und Gotha.

#### Belgien
Die belgische Linie begründete Prinz Leopold Georg von Sachsen-Coburg und Gotha, der 1831 vom Nationalkongress der gerade unabhängig gewordenen Belgier als Leopold I. zu deren König gewählt wurde. Seine Nachkommen stellen bis heute die Könige der Belgier.

#### Portugal
Zwei Neffen Leopolds gewannen durch ihre Ehen, die er maßgeblich vermittelt hatte, je einen europäischen Thron. Prinz Ferdinand August von Sachsen-Coburg-Gotha heiratete 1836 Königin Maria II. von Portugal und wurde als Ferdinand II. deren Mitkönig. Seine Nachkommen stellten bis zur Abschaffung der Monarchie und der Proklamation der Republik 1910 die letzten Könige von Portugal. Mit König Manuel II. starb zudem die portugiesische Linie im Mannesstamm aus, die Prätendentschaft auf den Thron ging wieder auf die Vertreter des alten Königshauses Braganza über.

#### Großbritannien
Leopolds zweiter erfolgreich vermittelter Neffe war Prinz Albert von Sachsen-Coburg und Gotha, der 1840 Königin Victoria von Großbritannien heiratete. Wenngleich er selbst die Position des Prinzgemahls einnahm, wurde durch die Thronbesteigung ihres Sohnes Eduard VII. das „Haus Sachsen-Coburg und Gotha“ auf dem britischen Thron begründet.
Um seine bedingungslose Loyalität zu Deutschland zu demonstrieren, unterzeichnete Carl Eduard, Herzog von Sachsen-Coburg und Gotha am 12. März 1917 ein Gesetz, das außerdeutsche Mitglieder des Hauses Sachsen-Coburg und Gotha von der Thron- und Erbfolge ausschloss, wenn ihr Heimatstaat Krieg gegen das Deutsche Reich führt. Dieses Gesetz richtete sich direkt gegen das britische Königshaus. Kurz danach wurde auch vonseiten des britischen Königshauses der Bruch vollzogen. König Georg V. änderte wegen des innenpolitischen Drucks aufgrund der Verwandtschaft der königlichen Familie mit einem regierenden deutschen landesfürstlichen Haus am 17. Juli 1917 den anglisierten deutschen Namen Saxe-Coburg and Gotha in Windsor. Zudem verzichtete er für sich und alle Nachfolger auf alle deutschen Titel und Würden und forderte den britischen Adel auf, das Gleiche zu tun. Seitdem gilt das Jahr 1917 als Gründungsdatum der eigenen Königsdynastie der Windsors. Damit sind die Wettiner im Vereinigten Königreich nicht mehr offiziell vertreten.

#### Bulgarien
Ein Großneffe des Prinzen Albert war Prinz Ferdinand Maximilian von Sachsen-Coburg und Gotha-Koháry. Er wurde 1887 als Ferdinand I. mit österreichischer Unterstützung zum Fürsten von Bulgarien, zu dessen Zaren er sich nach der Unabhängigkeit des Landes vom osmanischen Reich 1908 erhob. Die Monarchie wurde nach dem Ende des Zweiten Weltkriegs 1946 abgeschafft, der letzte Zar und aktuelle Prätendent Simeon Sakskoburggotski (Simeon II.) amtierte zwischen 2001 und 2005 als Ministerpräsident von Bulgarien.

Könige von Belgien (seit 1831)
Könige von Portugal (1836–1910)
Zaren von Bulgarien (1887–1946)
Wappen der britischen Könige Eduard VII und Georg V während ihrer Zeit als Prince of Wales (1841–1910)

### Hauschefs der Ernestiner
| Haus Sachsen-Weimar-Eisenach  | Michael-Benedikt von Sachsen-Weimar-Eisenach Senior-Wettiner (* 15. November 1946) |
| Haus Sachsen-Meiningen        | Friedrich-Konrad von Sachsen-Meiningen (* 14. April 1952)                          |
| Haus Sachsen-Coburg und Gotha | Andreas von Sachsen-Coburg und Gotha (* 21. März 1943)                             |

(Das Haus Sachsen-Altenburg ist seit 1991 im Mannesstamm erloschen.)

## Albertiner

Das große Wappen des Königreichs Sachsen (bis 1918)

Im Gegensatz zu den Ernestinern hatten es die albertinischen Wettiner verstanden, die Schwächung ihrer Hausmacht durch größere Erbteilungen zu vermeiden. Sie erhielten sich dadurch eine Position unter den führenden Territorialfürsten Deutschlands bei. Durch geschicktes politisches und militärisches Taktieren erreichte Moritz 1547 gar vom Kaiser die Übertragung der sächsischen Kurwürde, die fortan mit dem albertinisch-meißnischen Land verbunden blieb. Barockfürst Friedrich August der Starke gelangte 1697 als erster Wettiner überhaupt zur Königswürde, indem er sich seine Wahl zum König von Polen erkaufte. Unter ihm erreichte Kursachsen eine kulturelle und politische Blüte. Infolge der Auflösung des Heiligen Römischen Reichs Deutscher Nation in den napoleonischen Kriegen 1806 nahm Friedrich August der Gerechte den Königstitel an und begründete das Königreich Sachsen. Die mit dem Ende Napoleon Bonapartes verbundene Niederlage Sachsens in der Völkerschlacht bei Leipzig 1813 kostete das Land in der Teilung des Königreiches Sachsen auf dem Wiener Kongress einen großen Teil seines Gebiets, und nach dem Sieg Preußens im „Deutschen Krieg“ von 1866 musste das Königreich Sachsen dem preußisch dominierten Norddeutschen Bund beitreten. 
Im Jahr 1871 trat das Königreich Sachsen als Bundesstaat dem Deutschen Reich bei. Wie in ganz Deutschland auch wurde die Monarchie in Sachsen nach dem Ende des Ersten Weltkriegs im Zuge der Novemberrevolution 1918 abgeschafft und der Freistaat Sachsen proklamiert. Mit der Abdankung im Jahr 1918 wurden die Wettiner im Rahmen der Fürstenenteignung in Sachsen enteignet. Die Familie gründete daraufhin 1922 den Familienverein Haus Wettin Albertinischer Linie e. V., der als Ansprechpartner für den Staat in vermögensrechtlichen Fragen diente. Im Juni 1924 wurde durch einen Staatsvertrag die Aufteilung zwischen Staats- und Privatvermögen endgültig geregelt. Der Familienverein bekam lediglich  Schloss Moritzburg; die anderen königlichen Schlösser wurden in Staatseigentum überführt. Zusätzlich erhielten die Wettiner diverse Zahlungen. Der letzte König, Friedrich August III., verstarb 1932 in seinem privaten Schloss Sibyllenort in Schlesien; sein Sohn Friedrich Christian bewohnte in Dresden das ebenfalls private Schloss Wachwitz, während die Königliche Villa in Strehlen vermietet wurde.
Gegenwärtig ist die Frage des Familienoberhauptes der albertinischen Linie des Hauses Wettin nicht geklärt, da ein Nachfolgestreit bei den Albertinern entstanden ist. Ansprüche werden von Alexander Prinz von Sachsen-Gessaphe (* 1954) und anderen Familienmitgliedern erhoben. Der Deutsche Adelsrechtsausschuß und einflussreiche Wettiner haben sich zur Nachfolgefrage geäußert. Ein Konsens wurde bislang in der Familie nicht bewirkt.

### Polnische Könige
Friedrich August der I./August II. (Polen) wurde 1697 polnischer König, womit das Kurfürstentum Sachsen und das Königreich Polen-Litauen in Personalunion geführt wurden. Dies war ebenfalls sein Sohn, August III.

### Albertinische Kurfürsten und Könige von Sachsen
| Bild | Name (Lebensdaten)                                                                              | Verwandtschaft                           | Titel |
| ---- | ----------------------------------------------------------------------------------------------- | ---------------------------------------- | --- |
|      | Albrecht der Beherzte (* 31. Juli 1443; † 12. September 1500)                                   | zweiter Sohn Friedrichs des Sanftmütigen | Markgraf von Meißen und Herzog von Sachsen |
|      | Georg der Bärtige (* 27. August 1471; † 17. April 1539)                                         | Sohn des Vorgängers                      | Markgraf von Meißen und Herzog von Sachsen |
|      | Heinrich der Fromme (* 16. März 1473; † 18. August 1541)                                        | Bruder des Vorgängers                    | Markgraf von Meißen und Herzog von Sachsen |
|      | Moritz (* 21. März 1521; † 11. Juli 1553)                                                       | Sohn des Vorgängers                      | Markgraf von Meißen und Herzog von Sachsen. Ihm wurde 1547 die sächsische Kurwürde übertragen.                                                                                     |
|      | August (I.), genannt Vater August (* 31. Juli 1526; † 11. Februar 1586)                         | Bruder des Vorgängers                    | Kurfürst von Sachsen |
|      | Christian I. (* 29. Oktober 1560; † 25. September 1591)                                         | Sohn des Vorgängers                      | Kurfürst von Sachsen |
|      | Christian II. (* 23. September 1583; † 23. Juni 1611)                                           | Sohn des Vorgängers                      | Kurfürst von Sachsen |
|      | Johann Georg I. (* 5. März 1585; † 8. Oktober 1656)                                             | Bruder des Vorgängers                    | Kurfürst von Sachsen |
|      | Johann Georg II. (* 10. Juni 1613; † 1. September 1680)                                         | Sohn des Vorgängers                      | Kurfürst von Sachsen |
|      | Johann Georg III. (* 30. Juni 1647; † 22. September 1691)                                       | Sohn des Vorgängers                      | Kurfürst von Sachsen |
|      | Johann Georg IV. (* 18. Oktober 1668; † 27. April 1694)                                         | Sohn des Vorgängers                      | Kurfürst von Sachsen |
|      | Friedrich August I. / August II., genannt August der Starke (* 12. Mai 1670; † 1. Februar 1733) | Bruder des Vorgängers                    | Kurfürst von Sachsen und König von Polen (August II.) |
|      | Friedrich August II. /August III. (* 17. Oktober 1696; † 5. Oktober 1763)                       | Sohn des Vorgängers                      | Kurfürst von Sachsen und König von Polen (August III.) |
|      | Friedrich Christian (* 5. September 1722; † 17. Dezember 1763)                                  | Sohn des Vorgängers                      | Kurfürst von Sachsen |
|      | Friedrich August III. / I. der Gerechte (* 23. Dezember 1750; † 5. Mai 1827)                    | Sohn des Vorgängers                      | Kurfürst und König von Sachsen. Nach Auflösung des Heiligen Römischen Reichs 1806 zum König von Sachsen erhoben. Als Kurfürst Friedrich August III., als König Friedrich August I. |
|      | Anton (* 27. Dezember 1755; † 6. Juni 1836)                                                     | Bruder des Vorgängers                    | König von Sachsen |
|      | Friedrich August II. (* 18. Mai 1797; † 9. August 1854)                                         | Neffe des Vorgängers                     | König von Sachsen |
|      | Johann (* 12. Dezember 1801; † 29. Oktober 1873)                                                | Bruder des Vorgängers                    | König von Sachsen |
|      | Albert (* 23. April 1828; † 19. Juni 1902)                                                      | Sohn des Vorgängers                      | König von Sachsen |
|      | Georg (* 8. August 1832; † 15. Oktober 1904)                                                    | Bruder des Vorgängers                    | König von Sachsen |
|      | Friedrich August III. (* 25. Mai 1865; † 18. Februar 1932)                                      | Sohn des Vorgängers                      | König von Sachsen |

## Weitere bekannte Wettiner
|  | Moritz Graf von Sachsen (franz.: Maurice de Saxe; * 28. Oktober 1696, † 30. November 1750) Marschall von Frankreich, unehelicher Sohn von Kurfürst Friedrich August I. von Sachsen                              |
|  | Maria Amalia von Sachsen (sp: María Amalia de Sajonia; * 24. November 1724, † 27. September 1760) Königin von Neapel-Sizilien sowie Königin von Spanien, Tochter von Kurfürst Friedrich August II. von Sachsen. |
|  | Maria Josepha von Sachsen (franz.: Marie Josèphe de Saxe; * 4. November 1731, † 13. März 1767) Dauphine de France, Tochter von Kurfürst Friedrich August II. von Sachsen                                        |
|  | Albert von Sachsen (* 11. Juli 1738, † 10. Februar 1822) Herzog von Teschen, Sohn von Kurfürst Friedrich August II. von Sachsen                                                                                 |
|  | Albert von Sachsen-Coburg und Gotha (* 26. August 1819, † 14. Dezember 1861) britischer Prinzgemahl, Sohn von Herzog Ernst I. von Sachsen-Coburg und Gotha                                                      |

## Wettiner Linien und Fürstentümer 1485–1918 (Grafik)
Überblick über die einzelnen durch Erbteilungen entstandenen Linien und Fürstentümer der Wettiner, seit der Bildung der Ernestiner und Albertiner Linien in der Leipziger Teilung 1485, sowie deren Vererbungen bei ihrem jeweiligen Aussterben (zum Vergrößern bitte auf das Bild klicken).

## 800-Jahr-Feier des Hauses Wettin 1889 in Dresden
Im Jahr 1889 fand in Dresden eine groß angelegte Jubelfeier statt. Freiherr Richard von Mansberg organisierte dazu einen Umzug von Teilnehmern aus thüringisch-sächsischen Adelsfamilien, dem Ministerialadel des Hauses Wettin. Der „Turnierzug“ fand am Mittwoch, dem 19. Juni 1889, in Dresden statt. Die Teilnehmer posierten auch auf Bildern, verkleidet als Ritter sowie als Knappen vor ihren eigenen Schlössern und Burgen. Ihre Kleidung und Bewaffnung sollte das 14. Jahrhundert widerspiegeln. Diese farbigen Lichtdrucktafeln wurden im Jahre 1890 vom Dresdner Verlag Wilhelm Hoffmann als Erinnerung an die Feier herausgegeben. Die Abbildungen/Bilder (28 Farbtafeln und 9 Lichtdrucktafeln) sollen von G. Hohneck geschaffen worden sein. Die 1990 vom Schlossmuseum Hinterglauchau neu herausgegebene Kartenserie „Ritter in Sachsen“ (Teile 1 und 2) zeigt nicht alle Teilnehmer des Turnierzuges 1889 in Dresden. Sie traten in farbenprächtigen Kostümen auf, teilweise in Rüstung, und selbst die Pferde, die die „Ritter“ trugen, waren wie im Falle von Turnieren mit einem Umhang „bekleidet“. Einige „Ritter“ hielten eine Turnierlanze.
An diese Feier erinnerten auch später noch einige Denkmale:
- Wettin-Obelisk (Dresden), nicht mehr vorhanden
- mehrere „Wettineichen“ 1889 gepflanzt in der Dresdner Heide, nicht mehr vorhanden
- Wettineiche neben der Babisnauer Pappel, nicht mehr vorhanden
- Wettineichen in Dresden-Gorbitz und -Leubnitz

Die 1890 veröffentlichten farbigen Abbildungen zeigen folgende Teilnehmer („Darstellung der Theilnehmer in farbigem Lichtdruck nebst erläuternden historischen Nachweisen von R. Freiherr von Mansberg“) des „Mittelalterlichen Turnierzuges zur 800jährigen Jubelfeier des erlauchten Hauses Wettin“ am 19. Juni 1889 in Dresden:
- Arwed (Knappe) und Georg (Ritter), Edle von der Planitz, vor Schloss Piskowitz bei Kamenz (Rücktitel Serie 1)
- Colin Freiherr von Halkett (Knappe) und Leo Sahrer von Sahr (Ritter) vor Schloss Dahlen bei Oschatz (Innentitel von Serie 1)
- Horst von Wolfersdorf (Knappe) und Egon von Posern (Ritter) vor Schloss Waltersdorf nahe der Elster
- die Freiherren Georg (Knappe) und Heinrich (Ritter) von Friesen vor Forsthof Cunnersdorf bei Königstein
- Heinrich Freiherr von Welck (Knappe) und Arthur Freiherr von Koenneritz (Ritter), im Hintergrund als Fotomontage die Rittergüter Mulda (vorn) und Lossa (hintere Bildmitte) sowie das Schloss Erdmannsdorf (rechts) bei Augustusburg (Erzgeb.)
- Arnold von der Decken (Knappe) und Georg von Carlowitz (Ritter) vor Schloss Röhrsdorf bei Dresden
- Hans von Carlowitz (Knappe) und Alfred von Carlowitz-Hartitzsch (Ritter) vor Schloss Heyda bei Wurzen
- Albert (Knappe) und Wilhelm (Ritter) von Pflug vor Schloss Strehla an der Elbe
- Max von der Pforte (Knappe) und Georg von Schlieben (Ritter) vor Schloss Pulsnitz in der Oberlausitz (Altes Schloss Pulsnitz)
- Friedrich (Knappe) und Otto (Ritter) von Schönberg vor Schloss Mockritz bei Döbeln
- Kurt (Knappe) und Horst (Ritter) von Schönberg vor Schloss Purschenstein im Erzgebirge (Rücktitel Serie 2)
- Georg Bock von Wülfingen (Knappe) und Georg Sahrer von Sahr (Ritter) vor Schloss Ehrenberg in Ehrenberg bei Kriebstein an der Zschopau (Innentitel Serie 2); abgegangenes Schloss
- Hermann (Knappe) und Hans (Ritter) von Minckwitz vor Schloss Dornreichenbach bei Wurzen
- Friedrich (Knappe) und Werner (Ritter) von Heynitz vor Schloss Heynitz bei Meißen
- Georg (Knappe) und Curt (Ritter) von Beulwitz vor Rittergut Erlbach im sächsischen Vogtland (wohl das obere Rittergut ?)
- Haubold (Knappe) und Haubold (Ritter) von Einsiedel vor Burg Scharfenstein an der Zschopau
- die Grafen Christoph (Knappe) und Friedrich (Ritter), Vitzthum von Eckstädt, vor Schloss Lichtenwalde an der Zschopau
- Alexander von Kirchbach (Knappe) und Hannibal von Lüttichau (Ritter) vor Schloss Bärenstein im Osterzgebirge
- Curt (Knappe) und Haubold (Ritter) von Einsiedel vor Burg Gnandstein an der Wyhra
- Curt (Knappe) und Georg (Ritter) von Einsiedel vor Schloss Hopfgarten bei Geithain

Es gab 1889 noch weitere Teilnehmer, die nicht mit in der Kartenserie/Reproduktion von 1990 veröffentlicht wurden:
- Freiherr Erich von Berlepsch (Knappe) und Bernhard von Watzdorf (Ritter) vor Schloss Störmthal bei Leipzig
- Bodo von der Wense (Knappe) und Friedrich von Globig (Ritter) vor Schloss Frauenhain bei Großenhain (abgerissenes Schloss)
- die Freiherren Hans (Knappe) und Max (Ritter) von Milkau vor Schloss Scassa (Skassa) bei Großenhain
- Max (Knappe) und Hugo (Ritter) von Dieskau vor Schloss Dieskau bei Halle
- Georg von Watzdorf (Knappe) und Graf Nikolaus von Seebach (Ritter) vor Schloss Fahnern bei Gotha (Barockbau mit Wassergraben und Dachtürmchen; wohl Schloss Großfahner oder Kleinfahner ?; beides abgegangene Schlösser/Rittergüter)
- Conrad (Knappe) und Carl (Ritter) von Wuthenau vor Schloss Hohenthurm bei Halle (Barockschloss)
- Freiherr Ferdinand von Koenneritz (Knappe) und Heinrich von Leipziger (Ritter) vor Herrenhaus/Schloss(?) Zwethau bei Torgau
- Erich (Knappe) und Walther (Ritter) von Witzleben vor Schloss Roßleben an der Unstrut
- Albert von Abeken (Knappe) und Dietrich von Kommerstädt (Ritter) vor Schloss Gröba an der Elbe
- Herbert (Knappe) und Carl (Ritter) von Metzsch auf Reichenbach vor Schloss Friesen bei Reichenbach im sächsischen Vogtland (abgegangenes Schloss)
- Doppelabbildung (Fotomontage): Erich (Knappe) und Arno (Ritter) von Arnim vor Schloss Otterwisch im Kreis Leipzig; Werner (Knappe) und Arndt (Ritter) von Arnim vor Schloss Kitzscher bei Borna
- Günther (Knappe) und Karl (Ritter) von Carlowitz vor Schloss Kuckuckstein in Liebstadt im Osterzgebirge
- Fritz von Kirchbach (Knappe) und Graf Hans von Wallwitz (Ritter) vor Schloss Grossborthen (Borthen) bei Dresden
- Adrien van Wyck (Knappe) und Graf Bogislaw Kleist von Loß vor Schloss Hirschstein an der Elbe
- Carl (Knappe) und Alexander (Ritter) von Arnim vor Schloss Planitz bei Zwickau
- Walter (Knappe) und Holm (Ritter) von Metzsch vor Burg Mylau im sächsischen Vogtland
- die Freiherren Fritz o Byrn (Knappe) und Hans von Palm (Ritter) vor Schloss Lauterbach bei Großenhain
- Eberhard (Knappe) und Hans (Ritter) von Erdmannsdorff vor Schloss Schönfeld bei Großenhain
- Horst von Beust (Knappe) und Oswald von Carlowitz (Ritter) vor Rittergut Falkenhain bei Wurzen
- Rudolf (Knappe) und Curt (Ritter) von Kyaw vor Schloss Hainewalde in der Oberlausitz
- Hans von Einsiedel (Knappe) und Graf Egon von Rex (Ritter) vor Schloss Zehista bei Pirna
- Herr von Wolf (Knappe; anonym) und Max von Oppel (Ritter) vor Schloss Wachau bei Radeberg
- Doppelabbildung (Fotomontage): Kurt Haebler (Knappe) und Hans von Sandersleben (Ritter) vor Schloss Althörnitz bei Zittau; Constantin Platzmann (Knappe) und Georg von Sandersleben (Ritter) vor Rittergut Neubau bei Frankenberg
- Ernst (Knappe) und Max (Ritter) von Löben vor Schloss Milkel
- Carl (Knappe) und Heinrich (Ritter) von Zeschau vor Schloss Obernitzschka bei Wurzen
- Arthur (Knappe) und Philipp (Ritter) von „der Stammer“ vor Schloss Ballenstedt im Hartz
- Feodor von Schönberg (Knappe) und Maximilian von Trützschler auf Falkenstein (Ritter) vor Schloss und Burgruine Falkenstein im sächsischen Vogtland
- Bernhard (Knappe) und Georg (Ritter) von Pflug vor Schloss Tiefenau östlich von Strehla (abgegangenes Schloss)
- Heinrich (Knappe) und Adolf (Ritter) von Schönberg vor Schloss Thammenhayn bei Wurzen
- Karl von Süßmilch-Hörnig (Knappe) und Wilhelm von Polenz (Ritter) vor Schloss Cunewalde in der Oberlausitz
- Siegfried von Oppel (Knappe) und Freiherr Max von Beschwitz (Ritter) vor Schloss Arnsdorf
- Oswald (Knappe) und Wolf (Ritter) von Tümpling vor Schloss Tümpling bei Camburg am Saaletal
- Freiherr Albert von Welck (Knappe) und Rudolph von Bünau (Ritter) vor Schloss Bischheim bei Kamenz
- Joseph (Knappe) und Egon (Ritter) von Schönberg vor Schloss Rothschönberg bei Deutschenbora
- Heinrich von Zeschau (Knappe) und Henning aus dem Winckel (Ritter) vor Burg Wettin an der Saale
- Alfred (Knappe) und Benno (Ritter) von Nostitz vor Schloss Schweikershain bei Waldheim
- Horst von Metzsch (Knappe) und Freiherr Emil von Milkau (Ritter) vor einer Villa in Tharandt
- Carl (Knappe) und Friedrich (Ritter) von Seydewitz vor Schloss Mittel-Sohland bei Löbau
- Freiherr Ferdinand von Uslar-Gleichen (Knappe) und Hans von Kommerstädt (Ritter) vor Schloss Schönfeld bei Greiz (abgerissen ?)
- Graf Ernst zur Lippe (Knappe) und Erich von Mangoldt (Ritter) vor Schloss Reinhardsgrimma bei Dippoldiswalde

Grundlage der 800-Jahr-Feier war die Entdeckung des Staatsarchivars Otto Posse, dass der Ritter Heinrich von Eilenburg, der sein Geschlecht nach dem Stammschlosse Burg Wettin benannte, das Amt des Markgrafen von Meißen übertragen bekommen hatte durch Kaiser Heinrich IV. Urkundlich belegt im Jahre 1089. Heinrich nannte sich fortan Heinrich von Wettin. Er und sein Sohn Heinrich II. waren nur Markgrafen als bestallte Beamte (Ministeriale), also nicht erblich. Erst Konrad von Wettin wird 1123 per kaiserlichem Erlass erblicher Markgraf werden. Da man aber mit einer Feier nicht bis 1923 warten wollte, wurde die 800-Jahr-Feier auf 1889 festgelegt. Vom 15. bis zum 19. Juni 1889 versinkt die Dresdner Innenstadt nahezu in einem Fahnenmeer, die Besucher und adeligen Ehrengäste huldigen dem Haus Wettin und dem aktuellen König Albert von Sachsen (geboren am 27. April 1828) und seiner Familie. Vor der Hofkirche waren zwei „Wettin-Säulen“ (Obelisken) errichtet worden.

## Schlösser der Wettiner

### Albertinische Residenzen
Zu den bedeutendsten Residenzen der Albertiner gehörten:

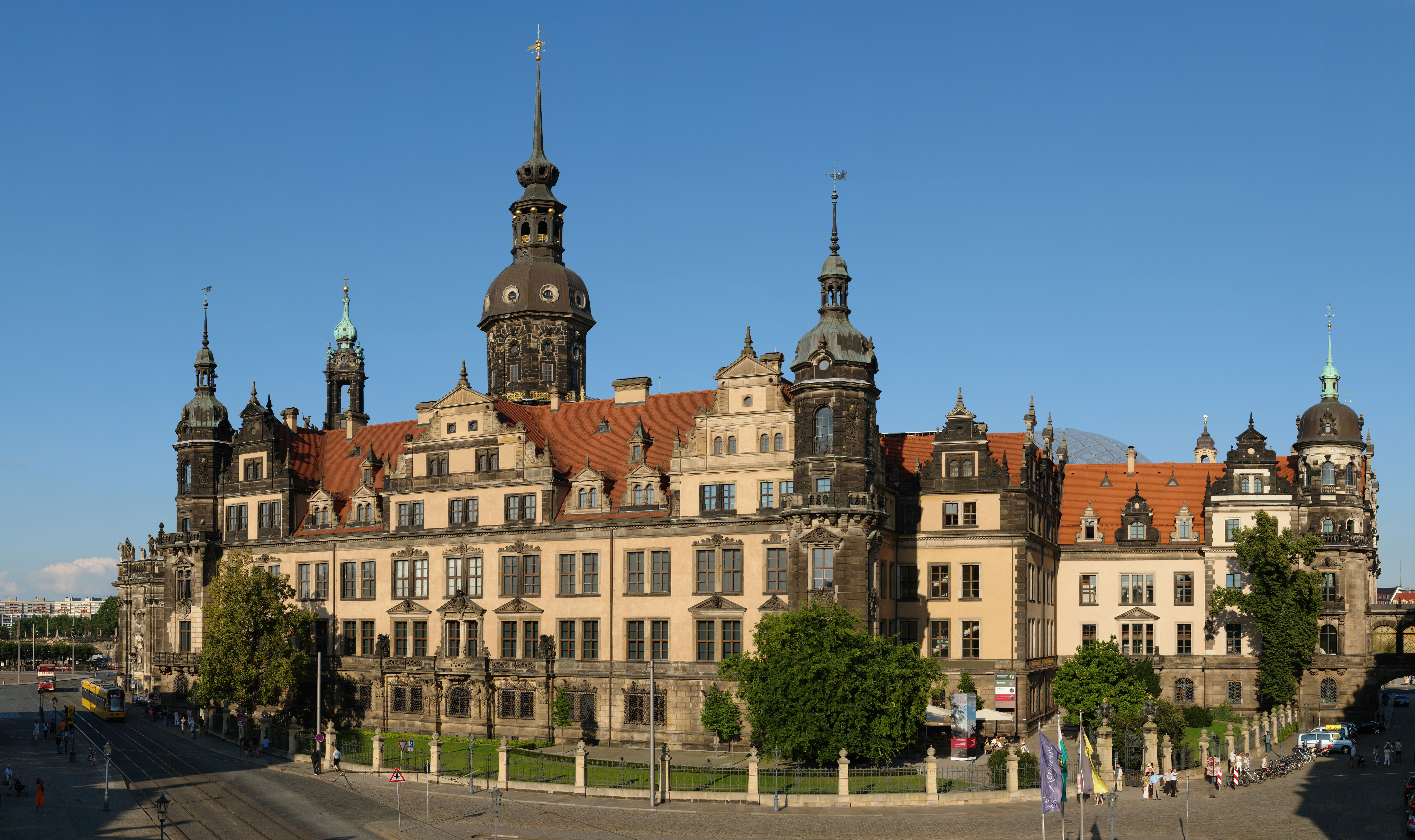
Residenzschloss Dresden
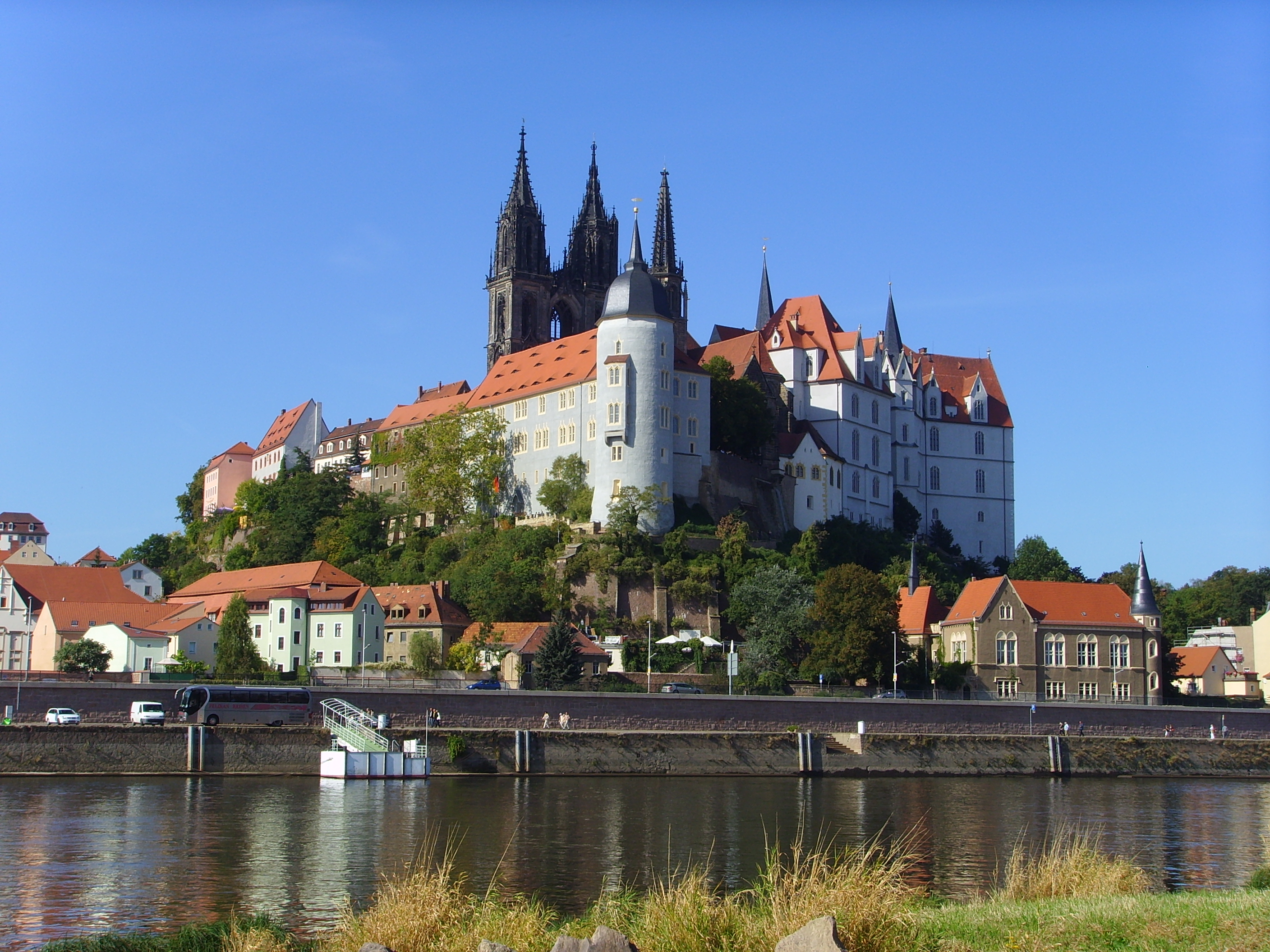
Albrechtsburg und Dom zu Meißen
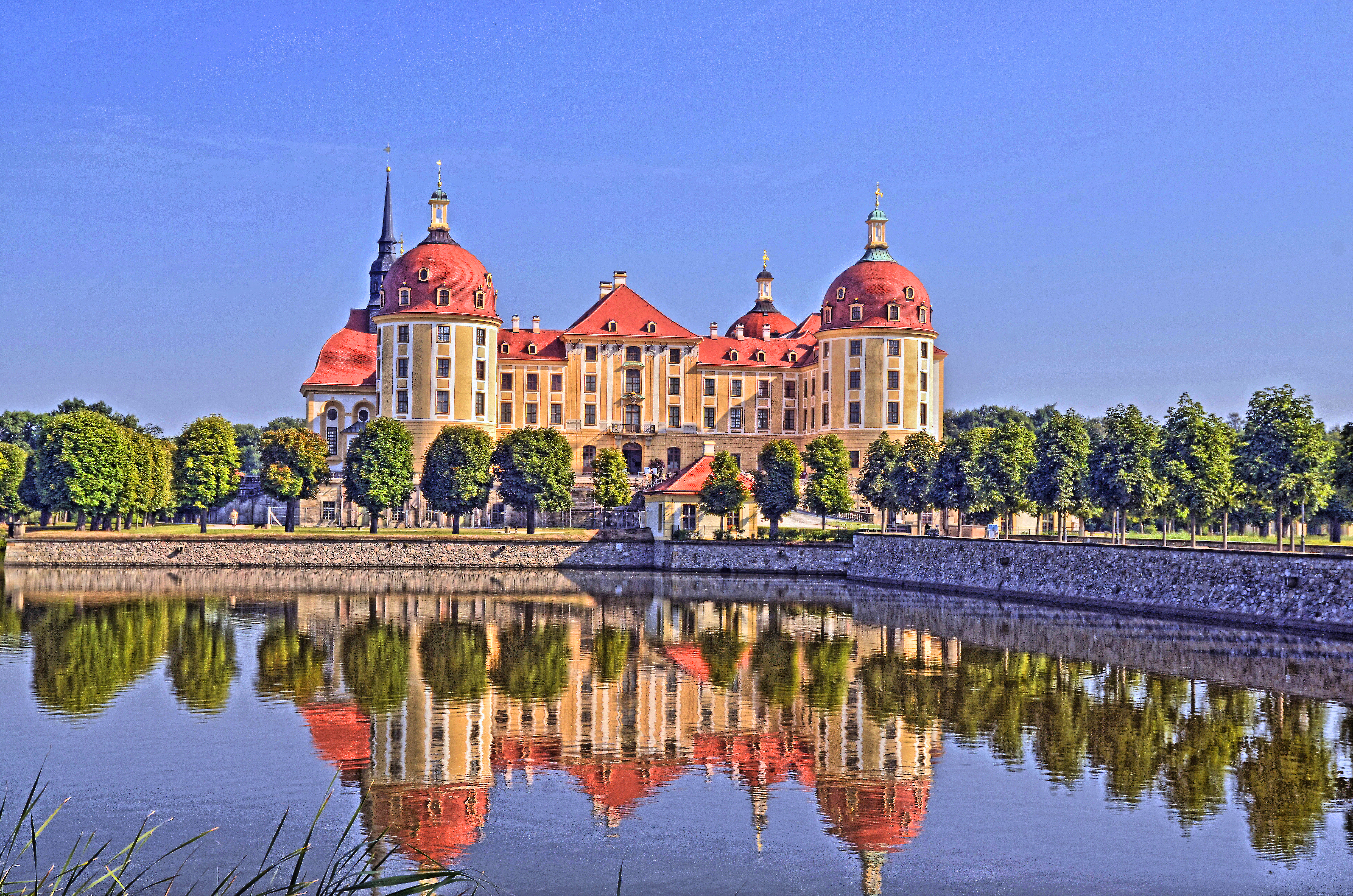
Schloss Moritzburg
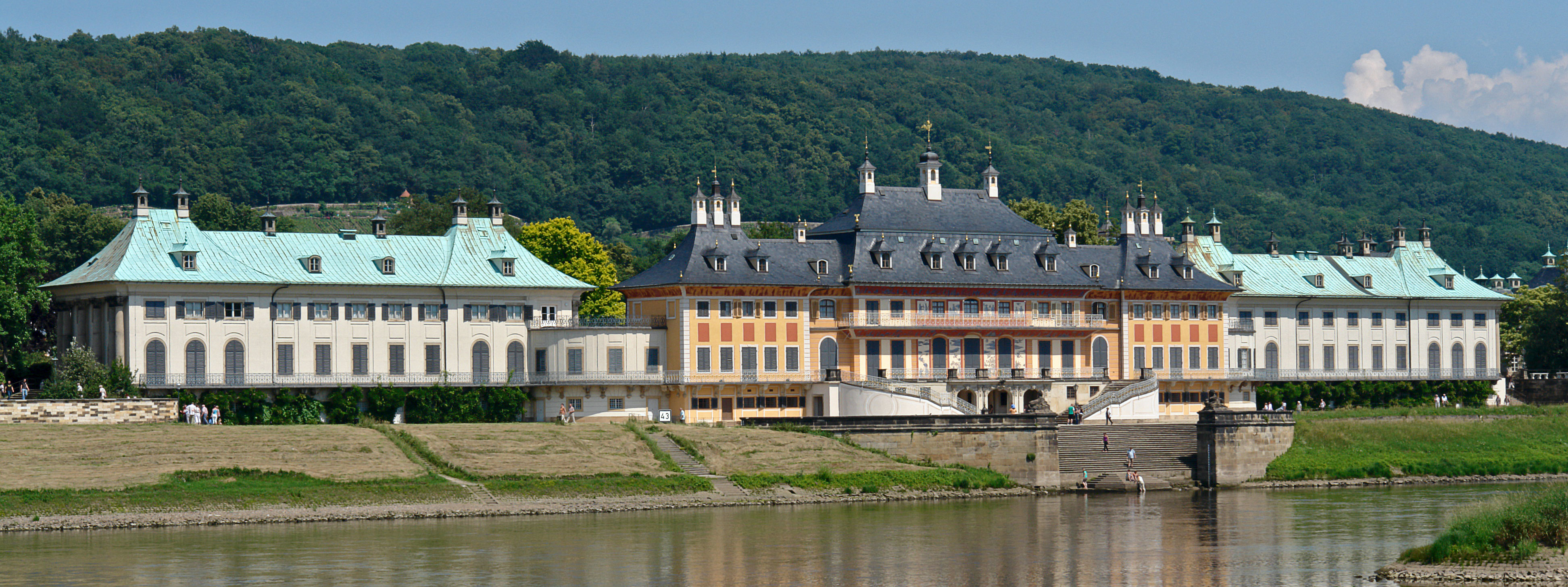
Schloss Pillnitz
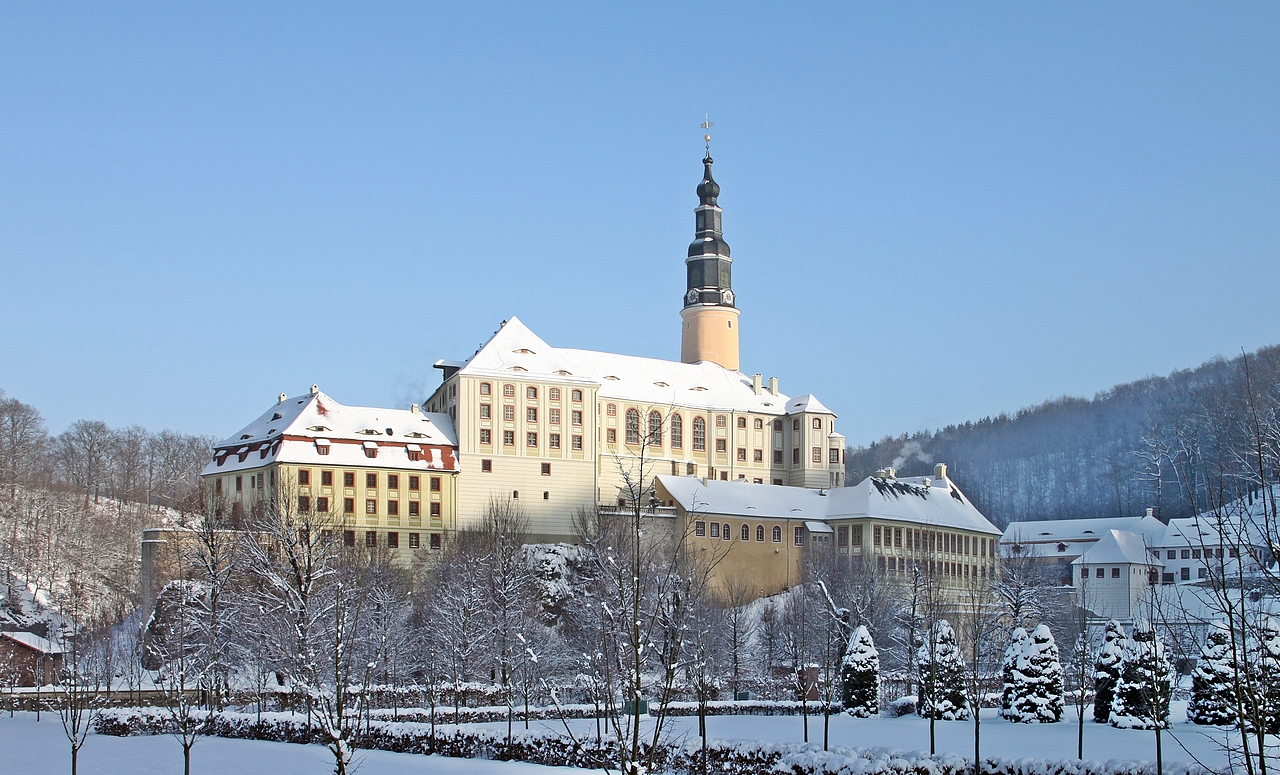
Schloss Weesenstein
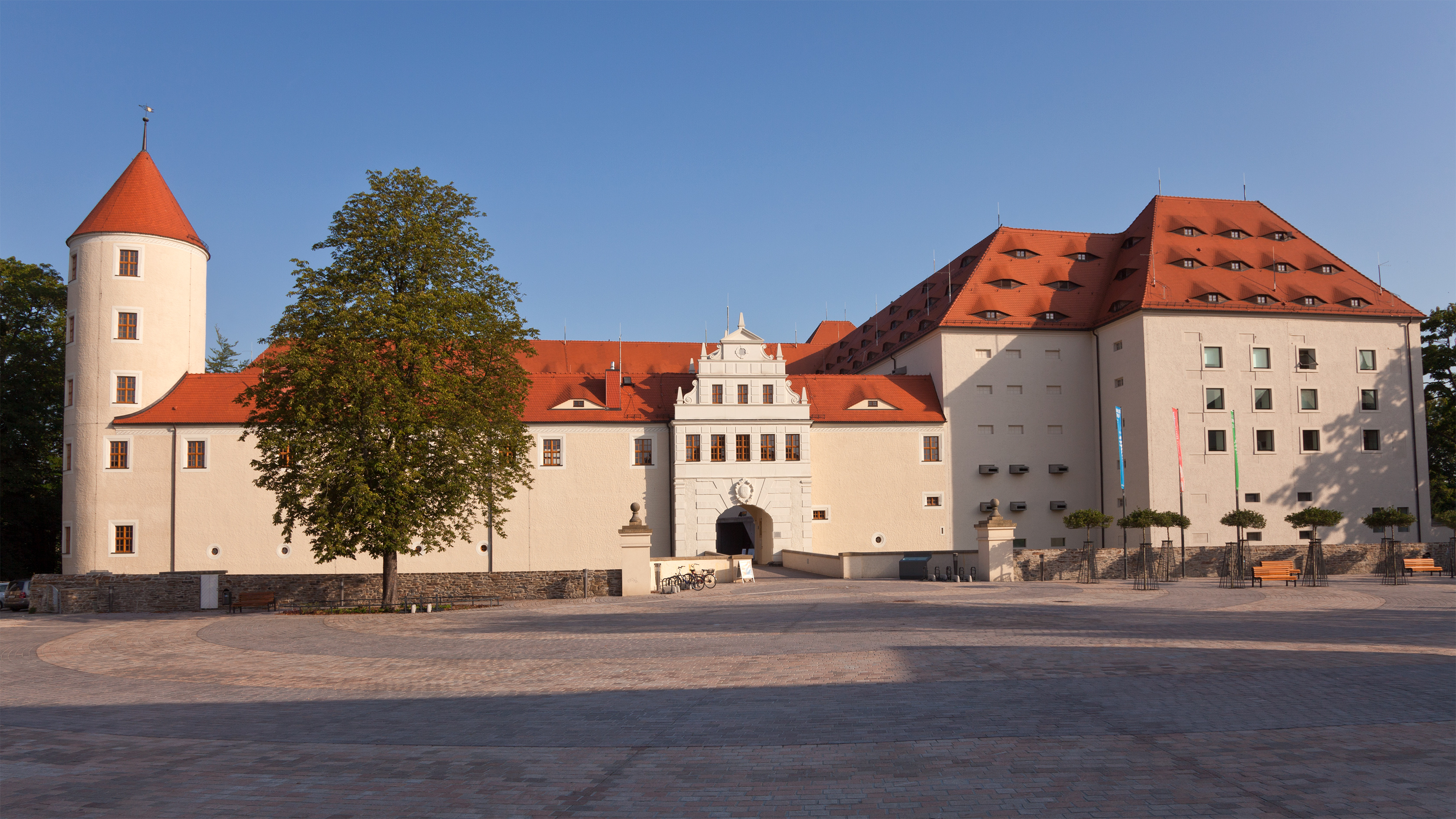
Schloss Freudenstein in Freiberg
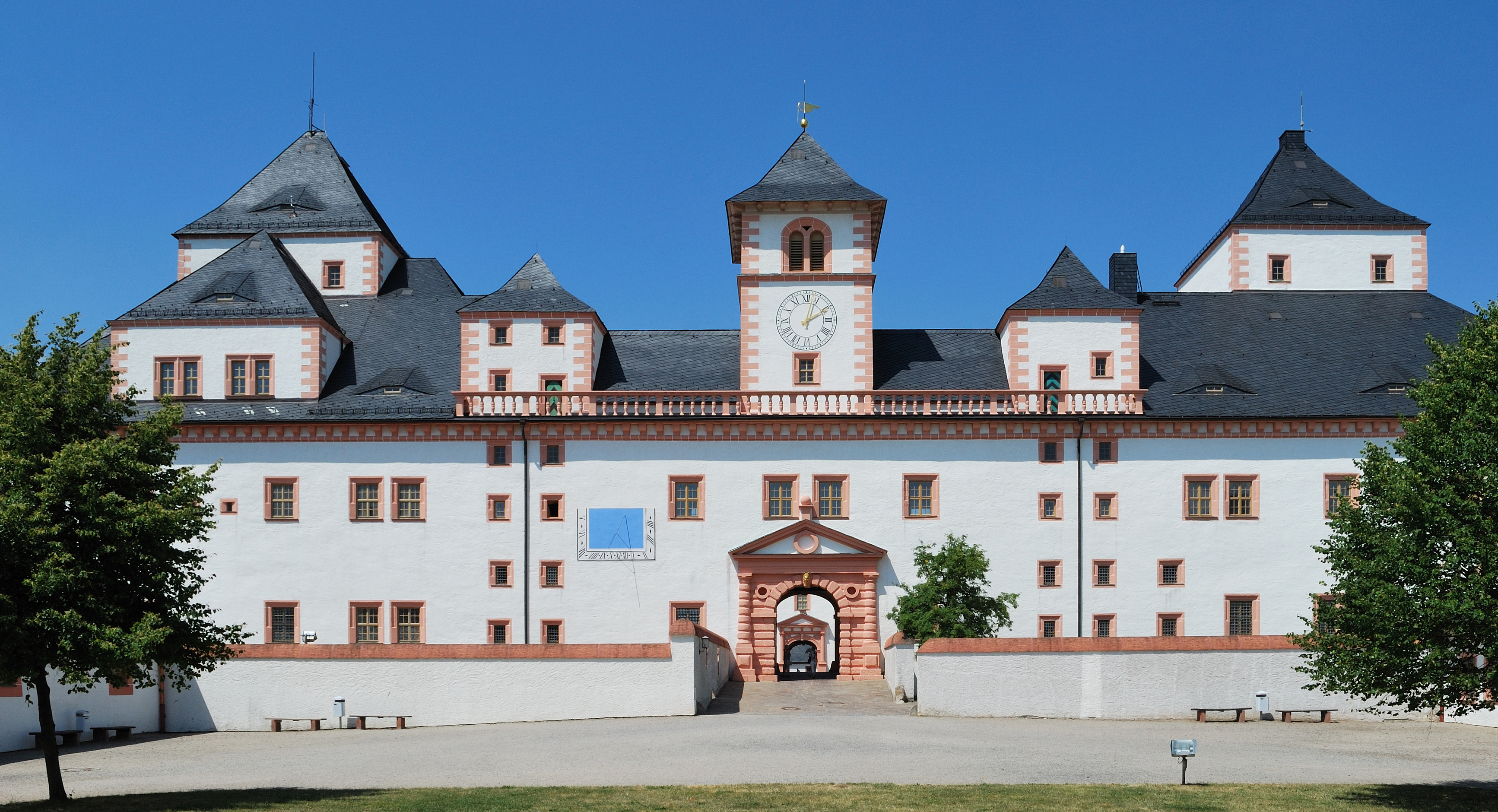
Jagdschloss Augustusburg
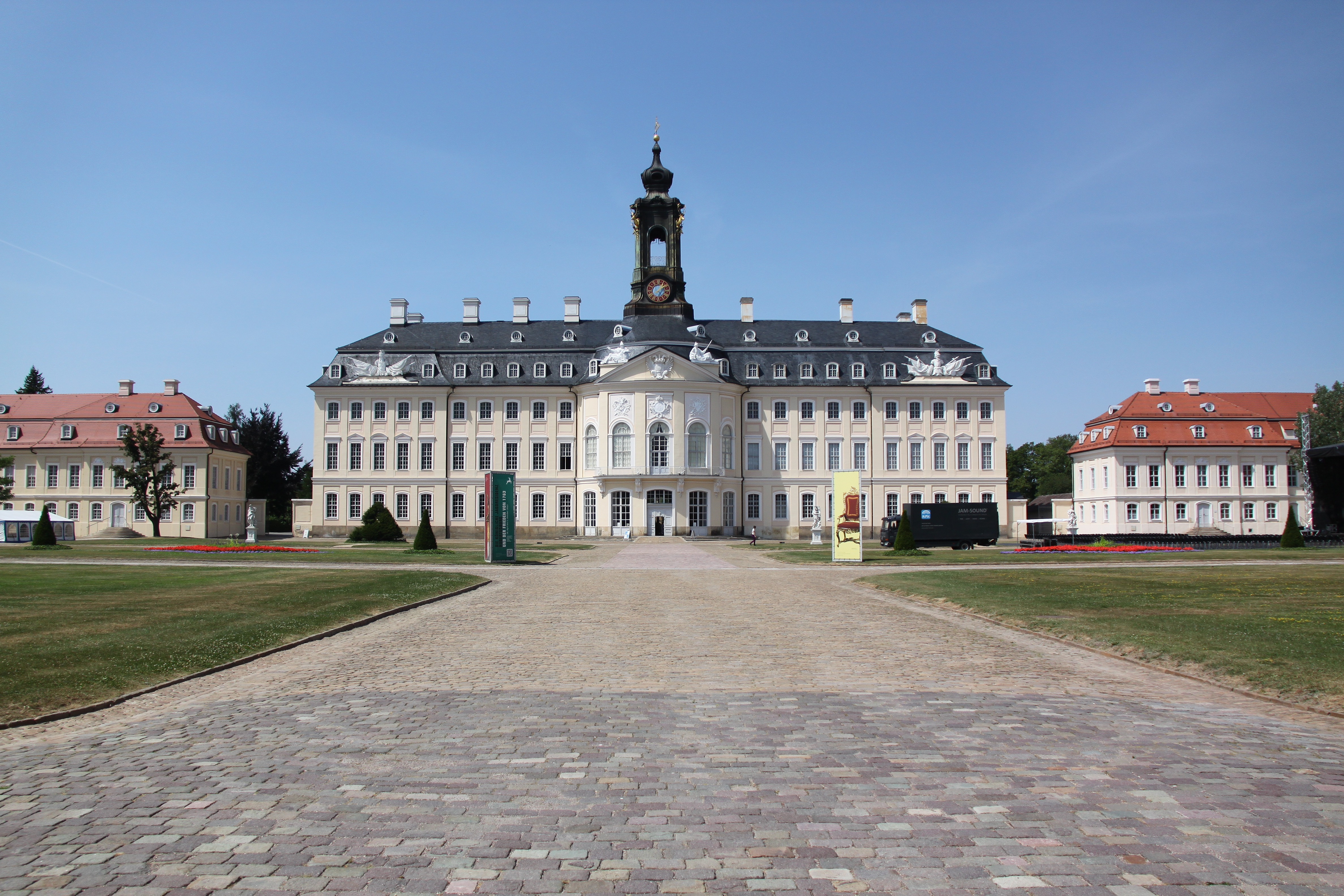
Jagdschloss Hubertusburg
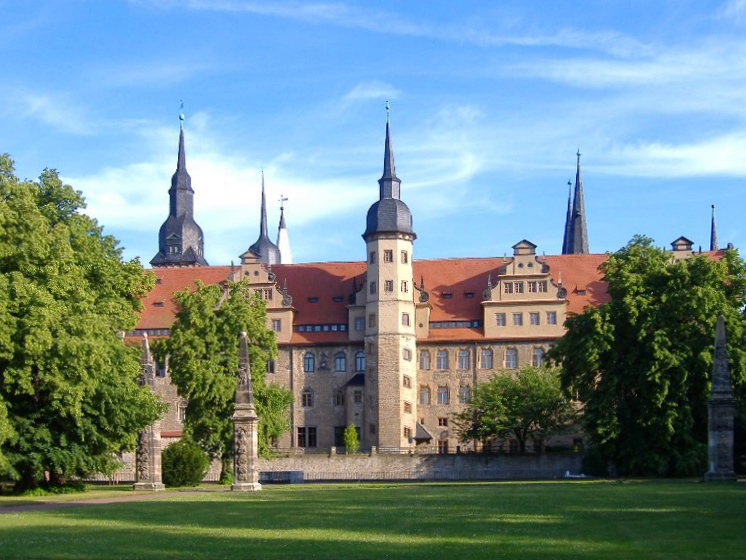
Schloss Merseburg
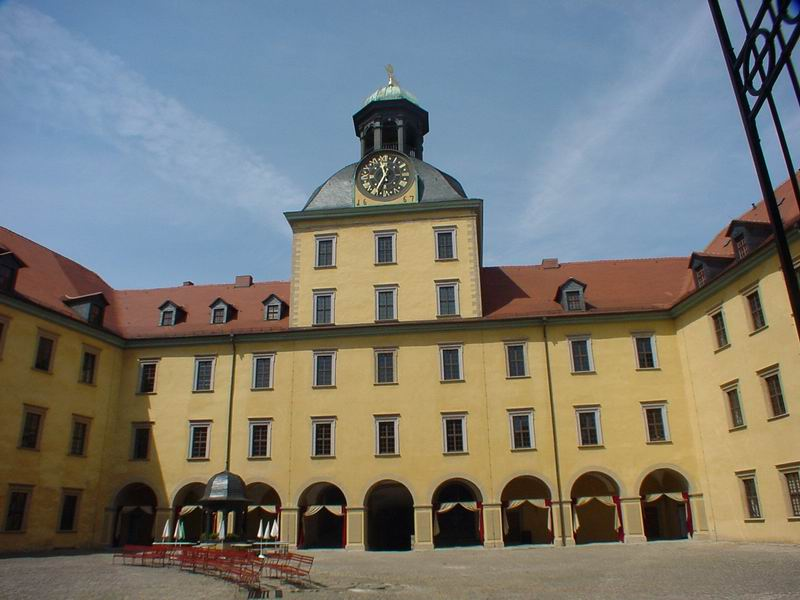
Moritzburg in Zeitz
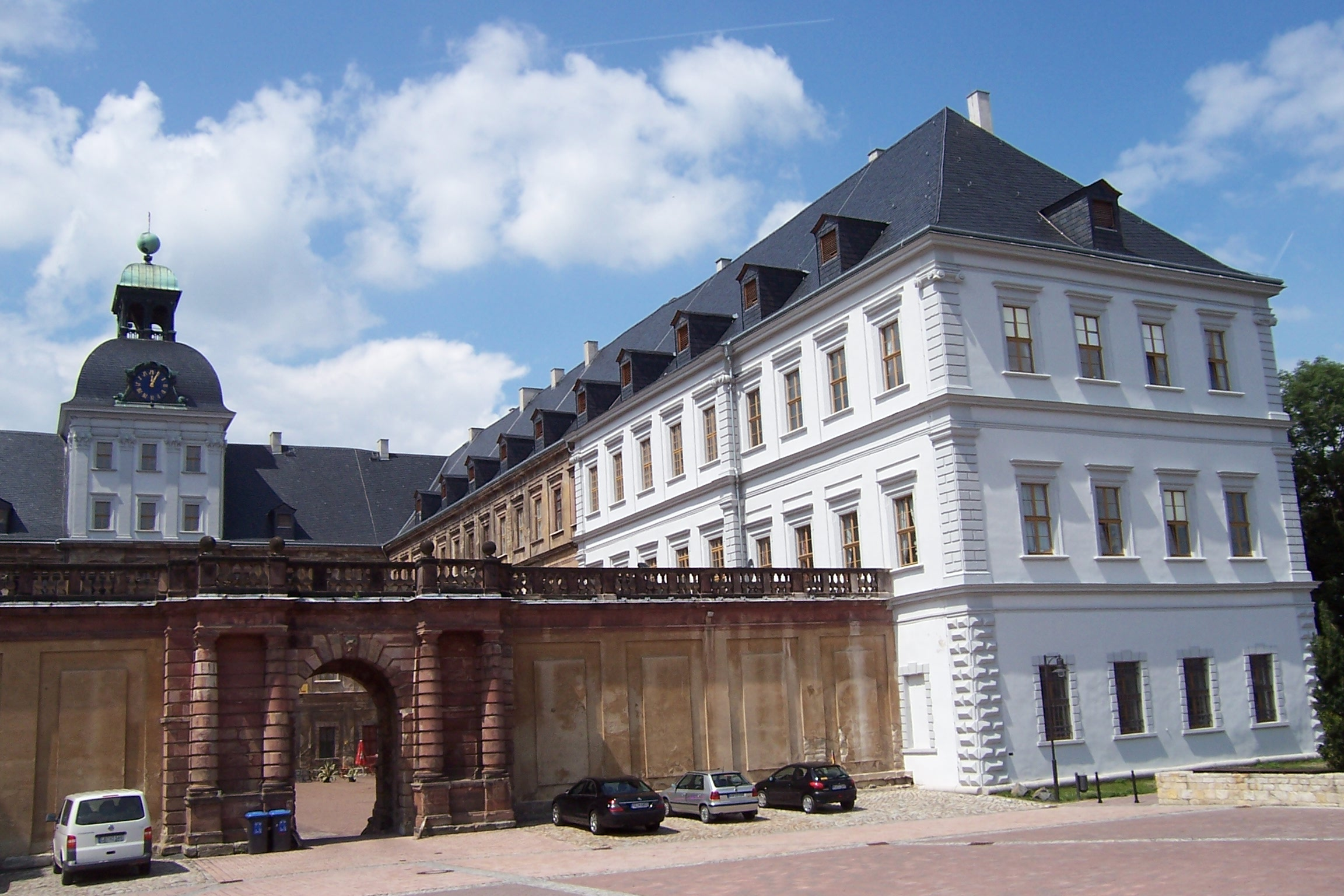
Schloss Neu-Augustusburg in Weißenfels
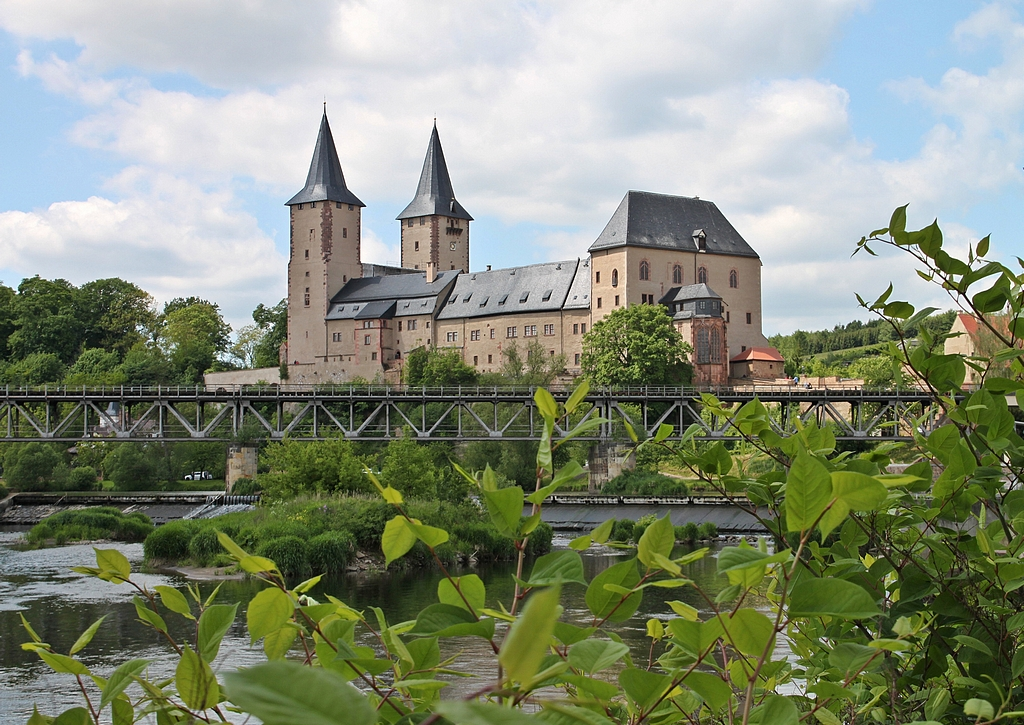
Schloss Rochlitz
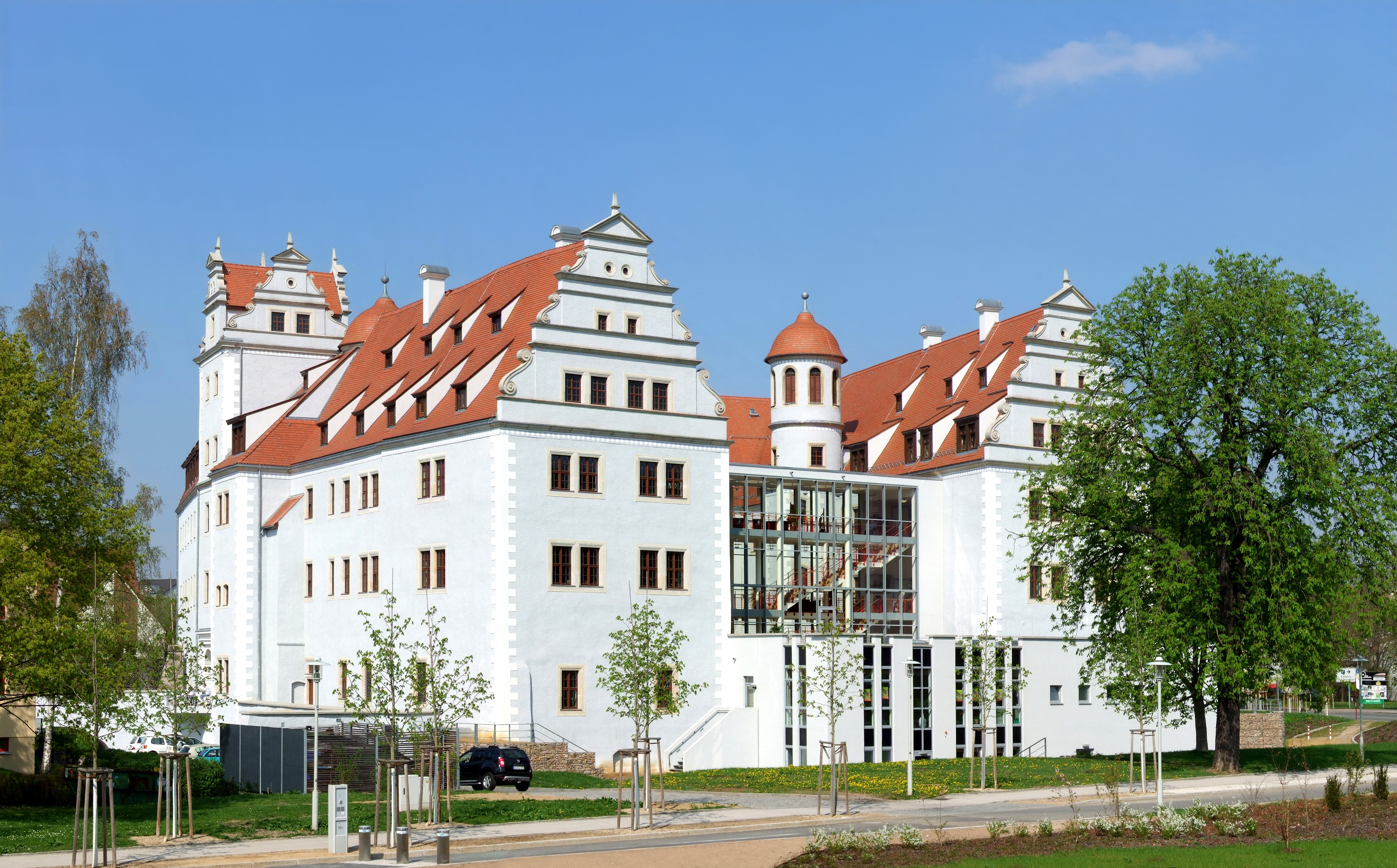
Schloss Osterstein in Zwickau

### Ernestinische Residenzen
Einige der wichtigen Schlösser der Ernestinischen Linien sind:

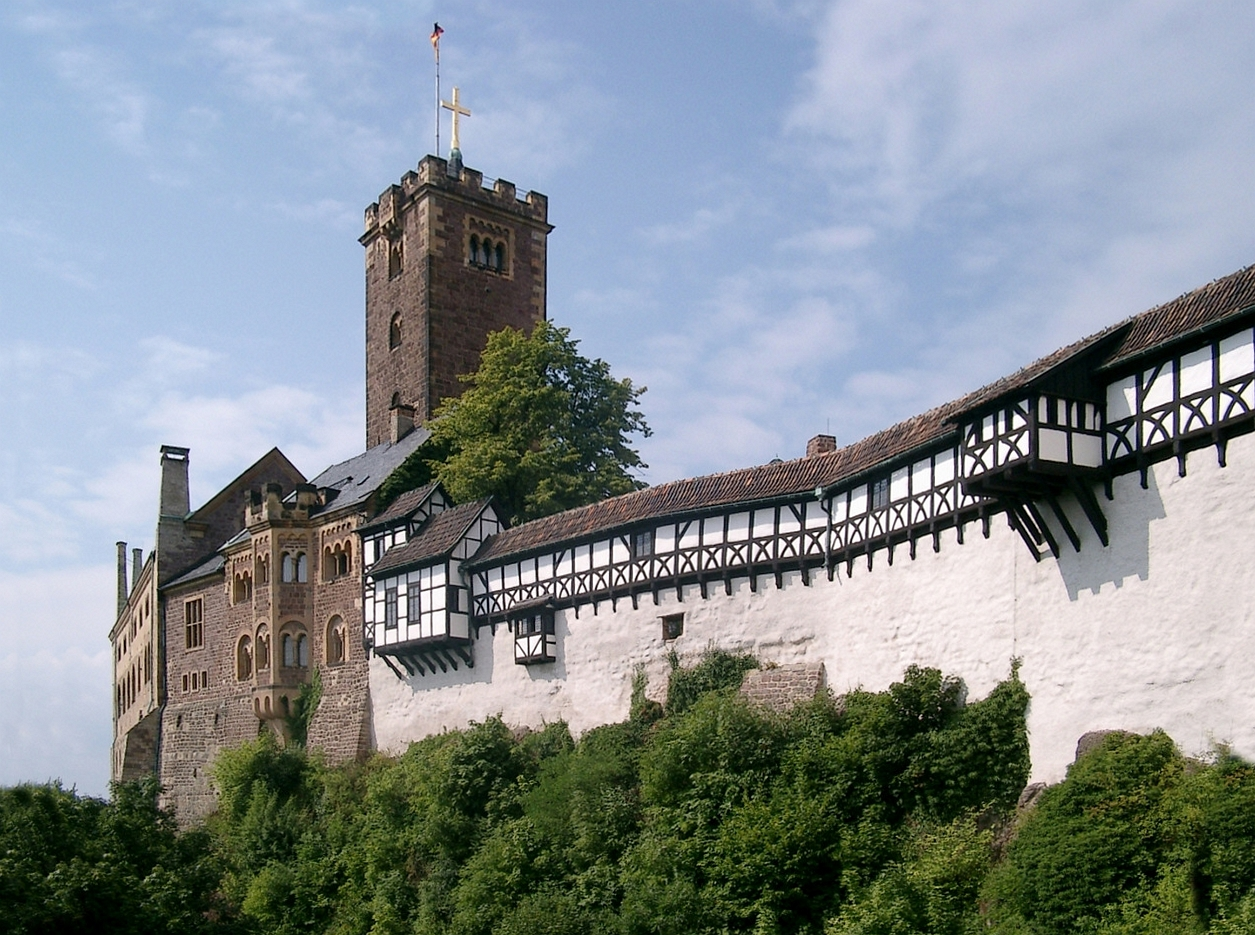
Wartburg bei Eisenach
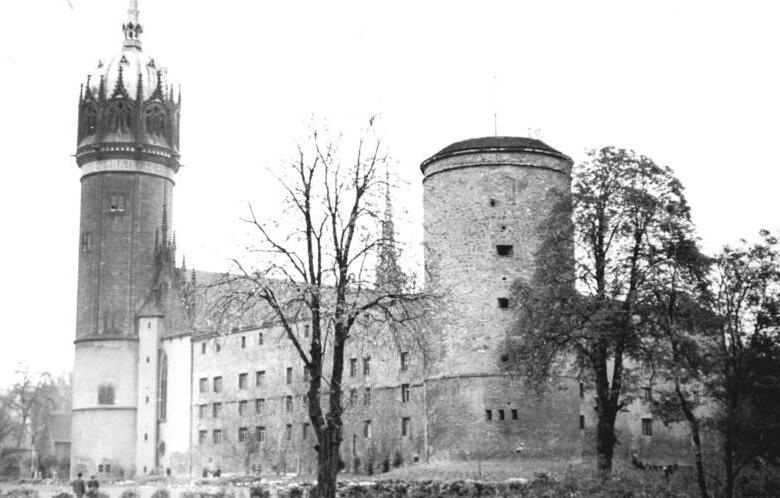
Schloss Wittenberg
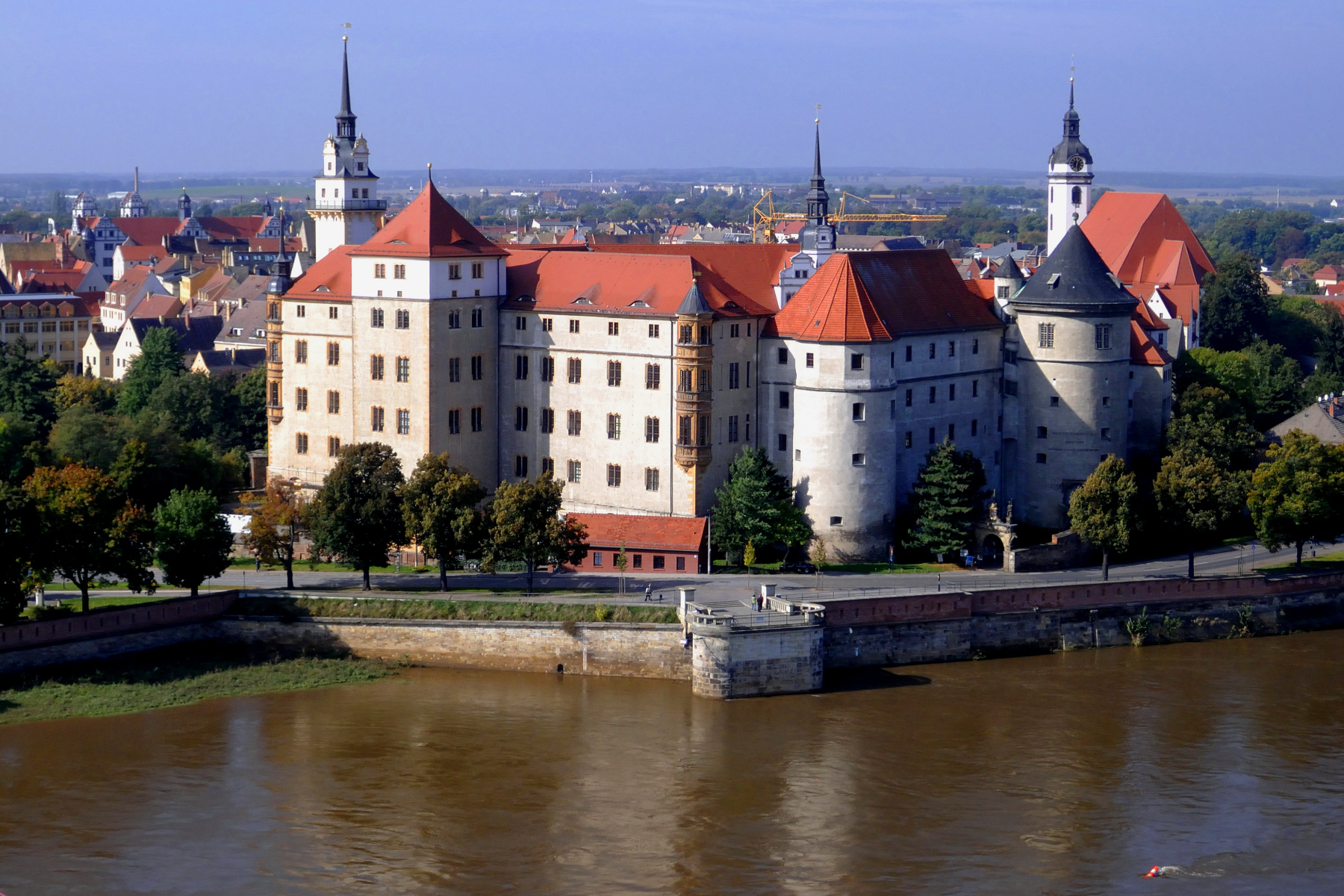
Schloss Hartenfels in Torgau
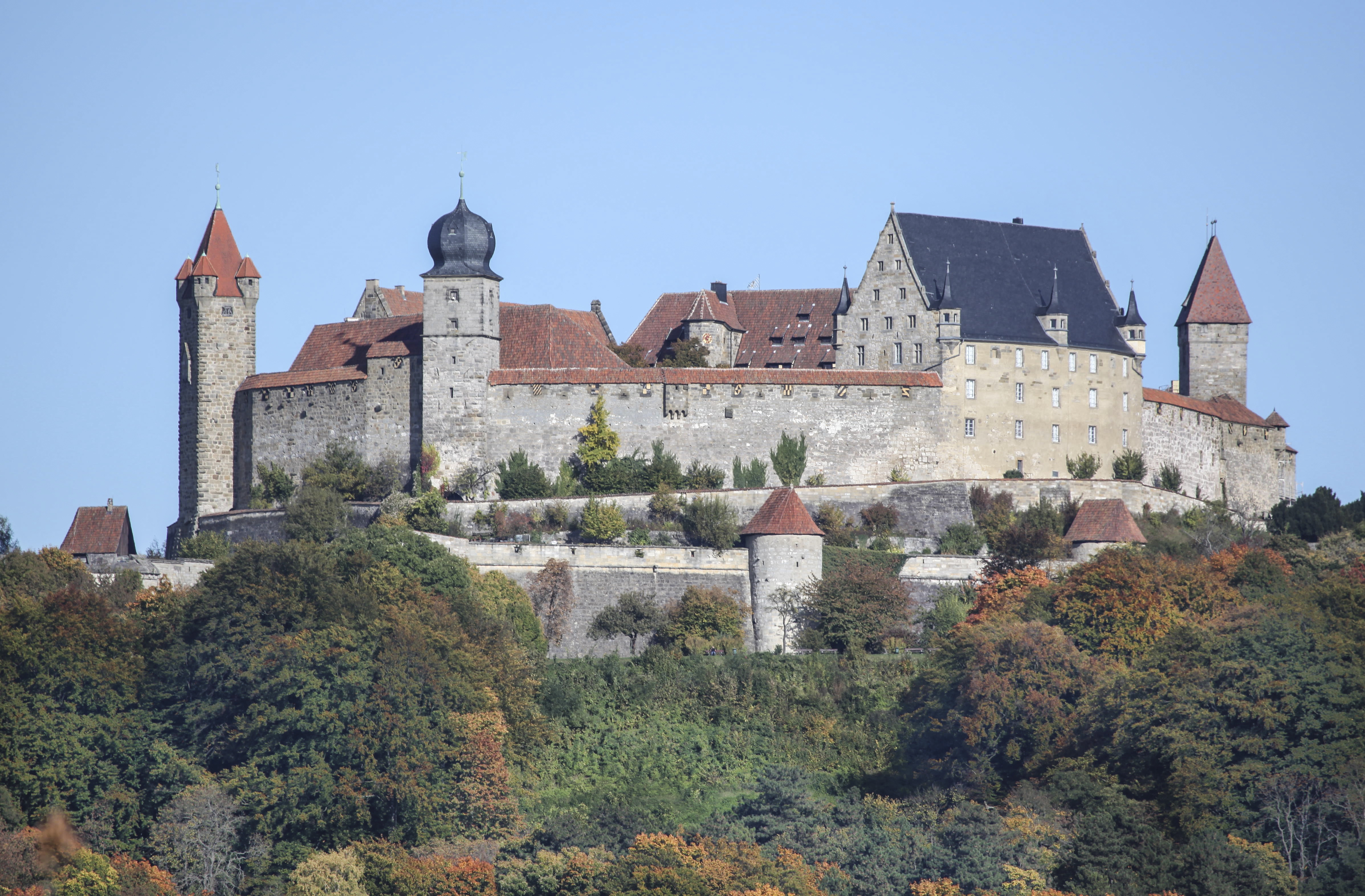
Veste Coburg
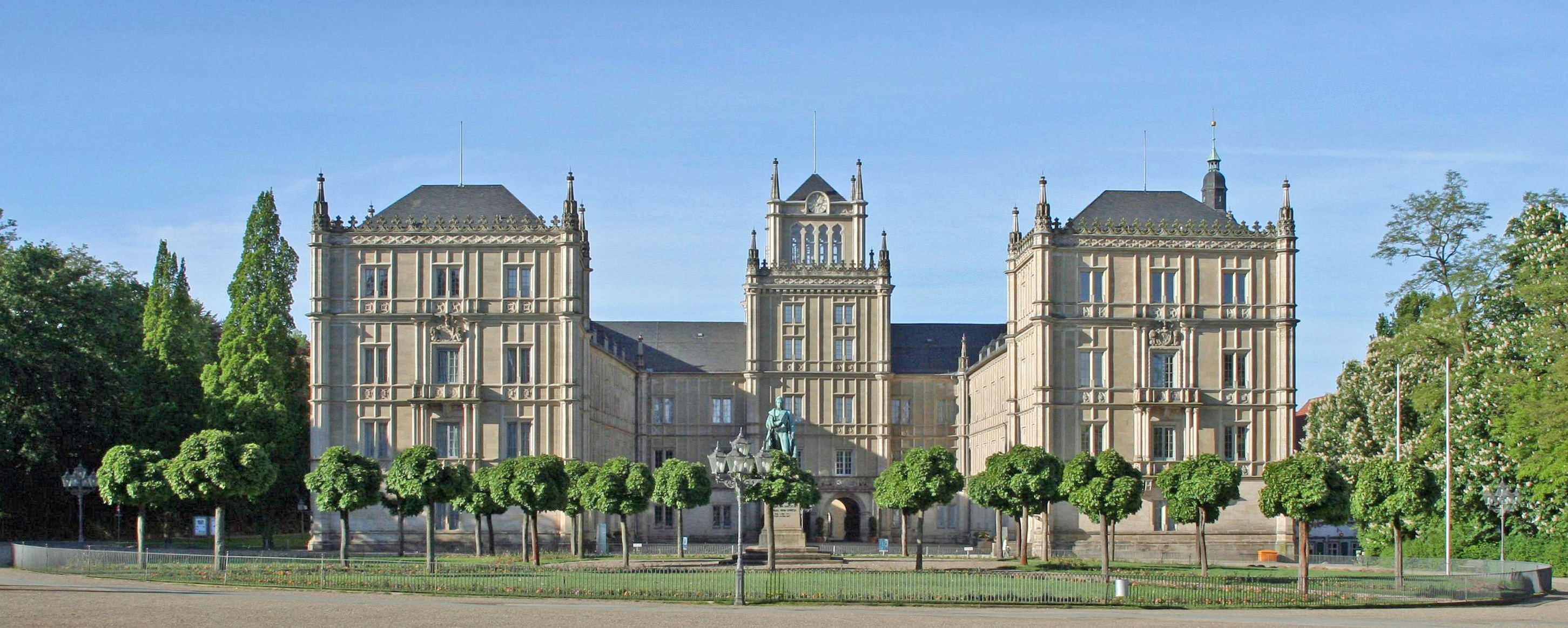
Schloss Ehrenburg in Coburg
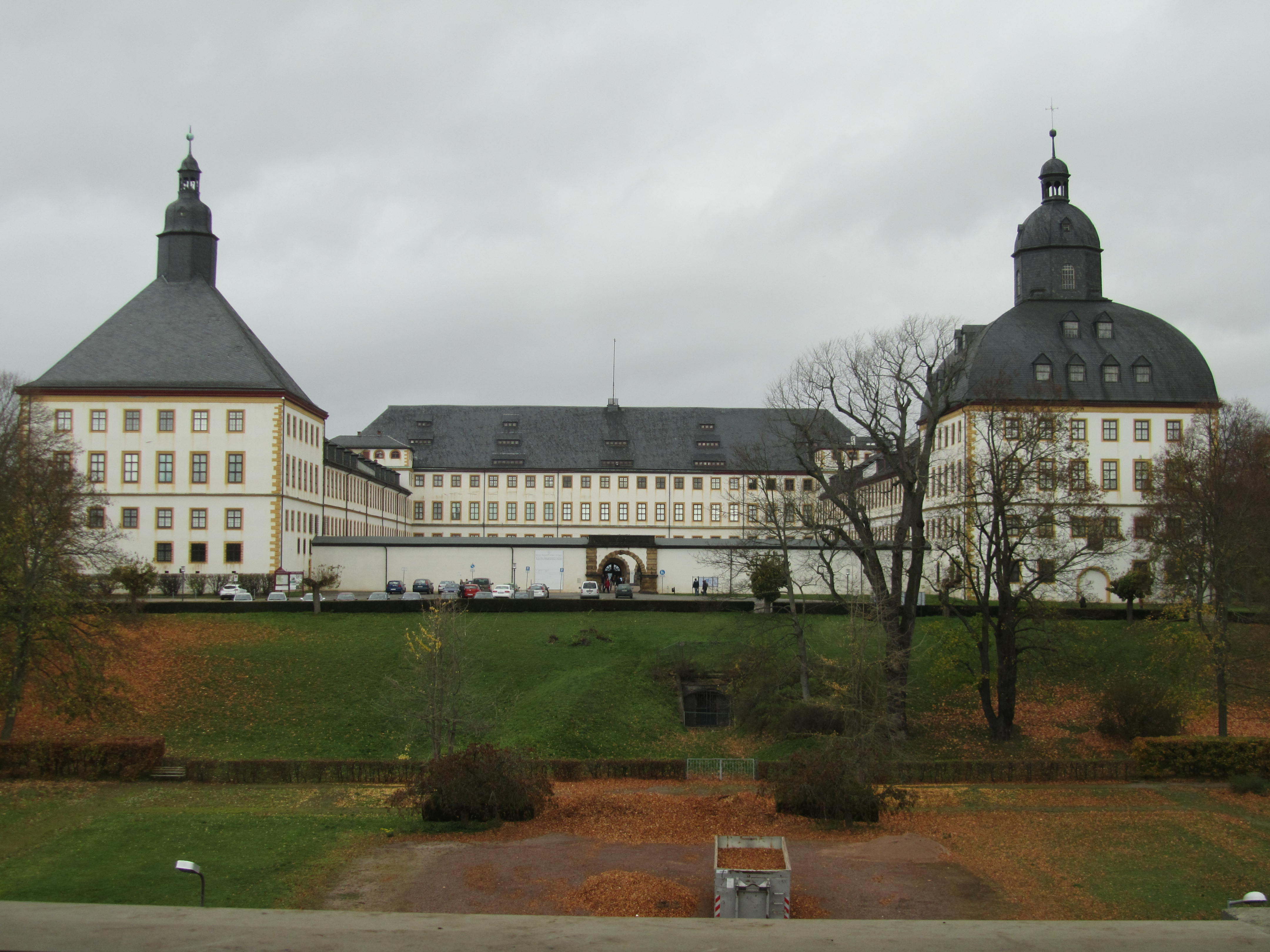
Schloss Friedenstein in Gotha
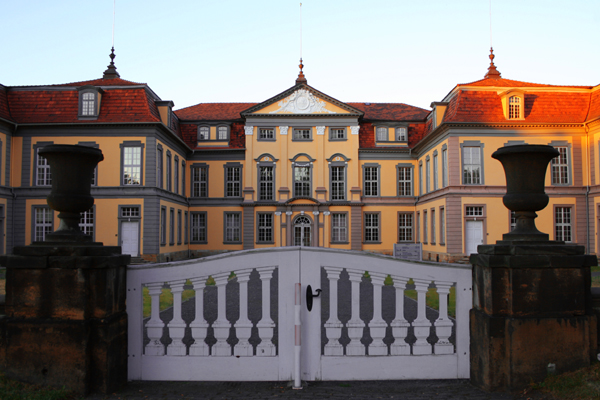
Schloss Friedrichsthal in Gotha
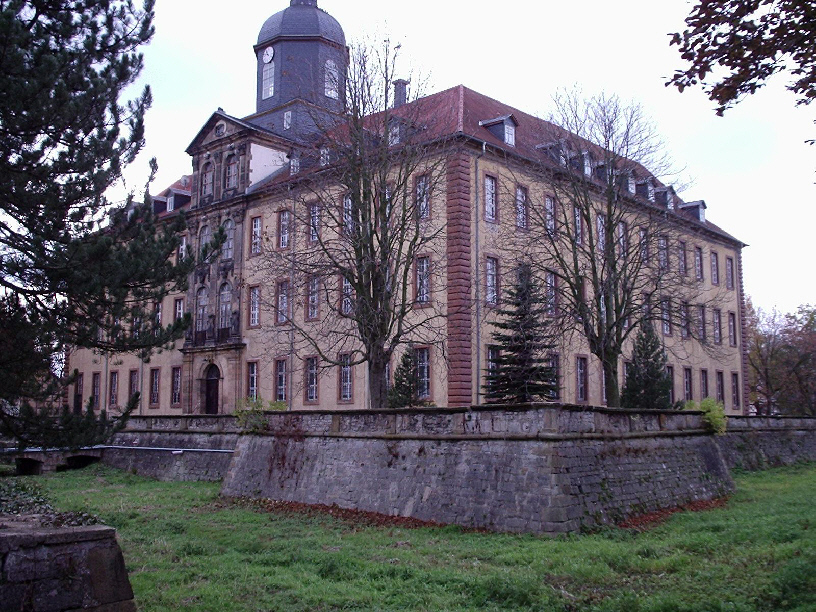
Schloss Friedrichswerth, Landkreis Gotha
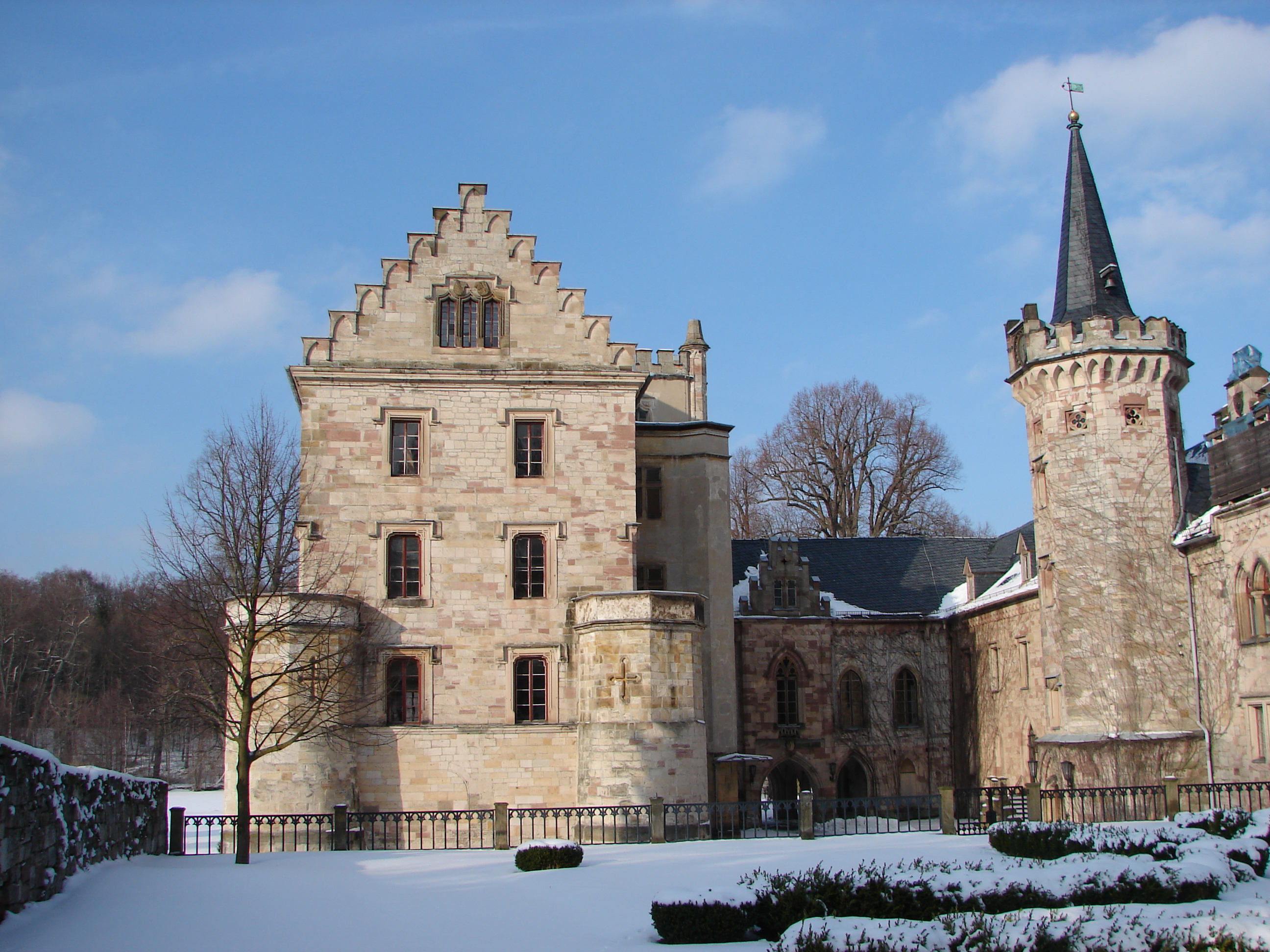
Schloss Reinhardsbrunn, Landkreis Gotha
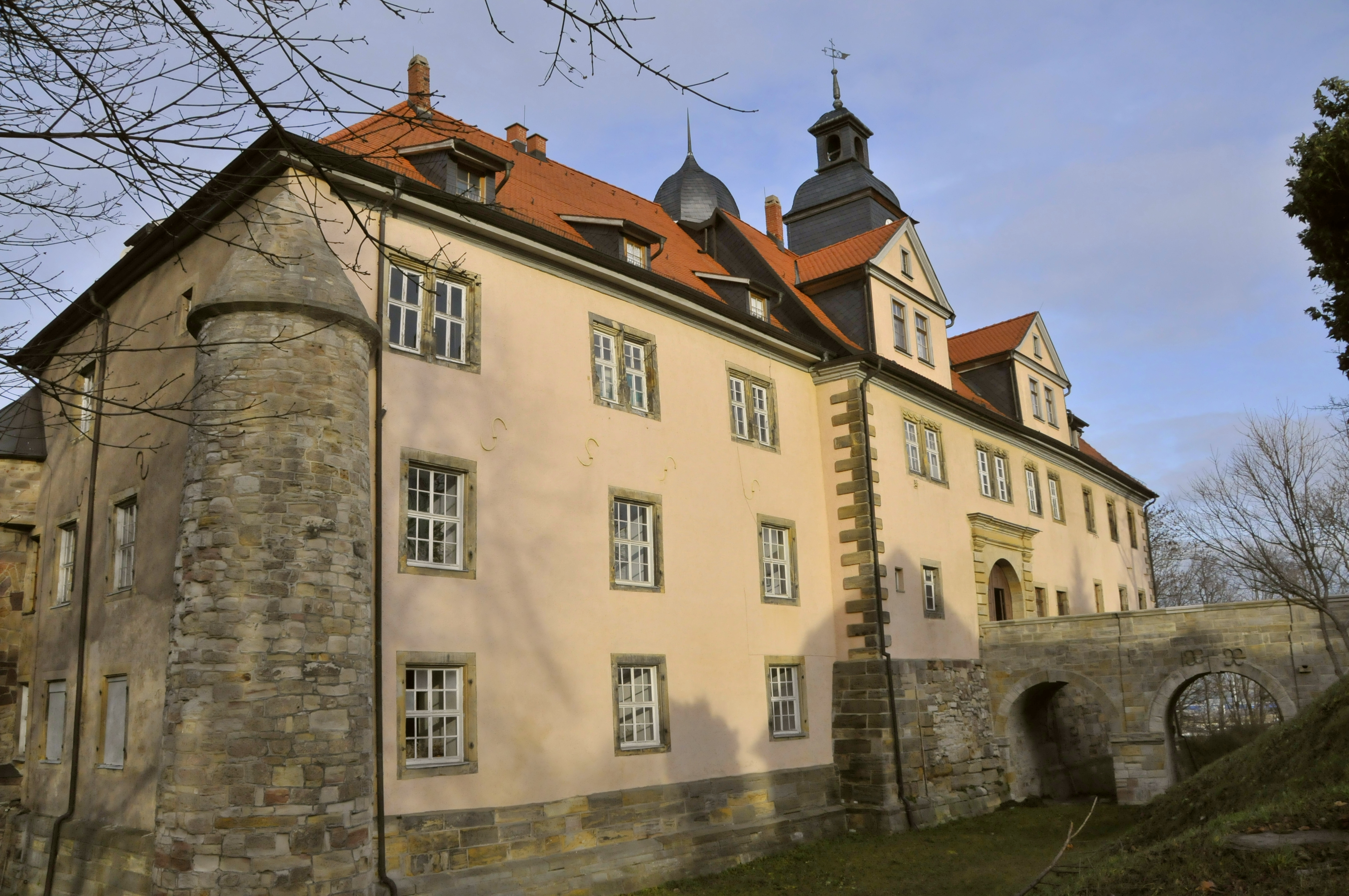
Schloss Tenneberg, Landkreis Gotha
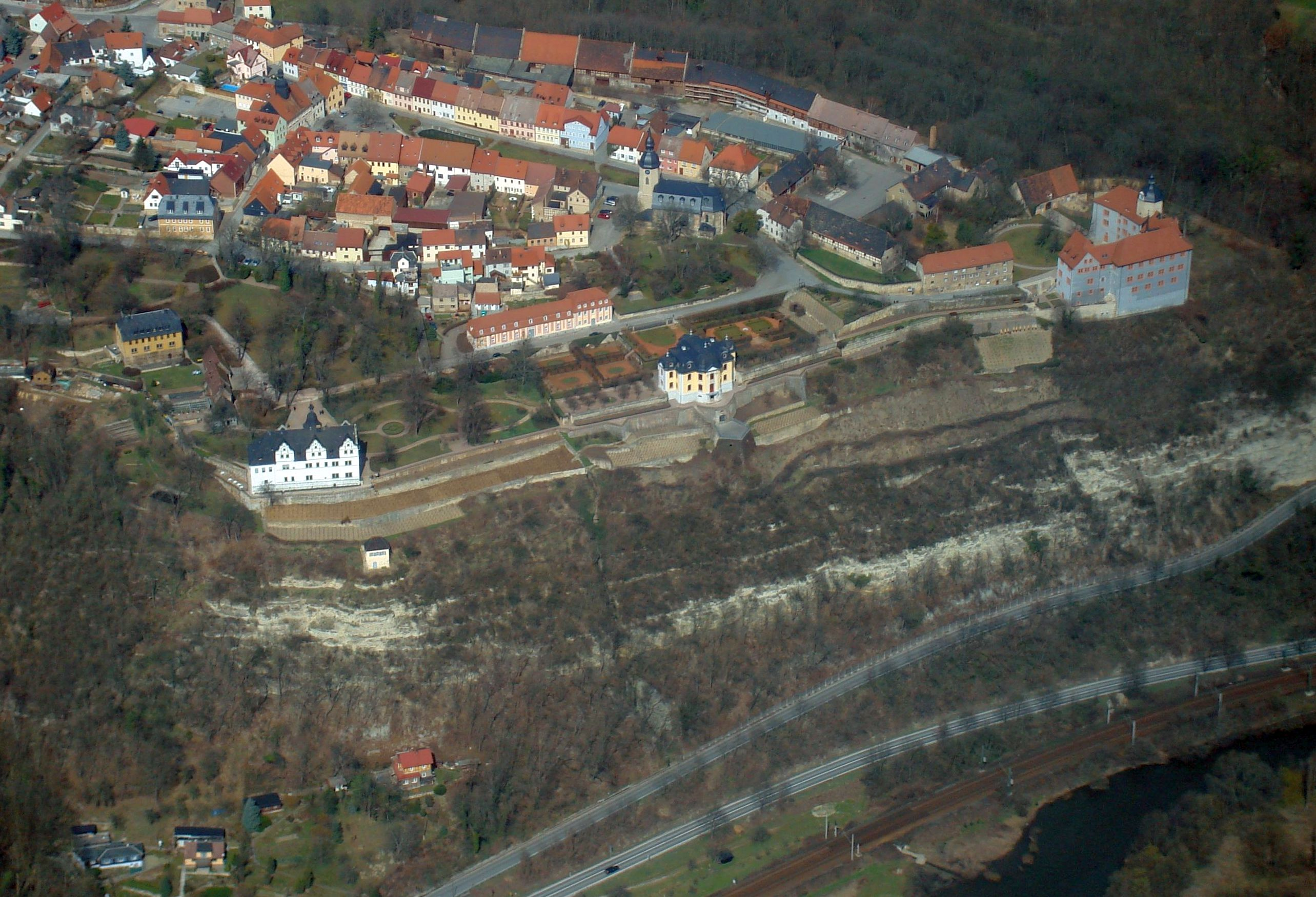
Dornburger Schlösser bei Jena
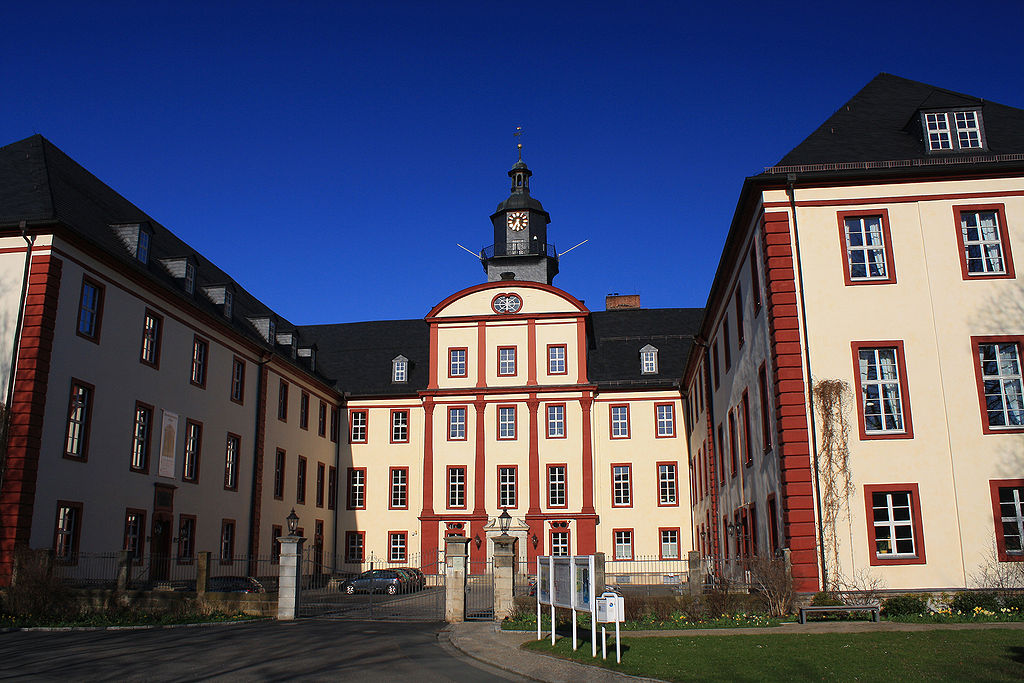
Schloss Saalfeld
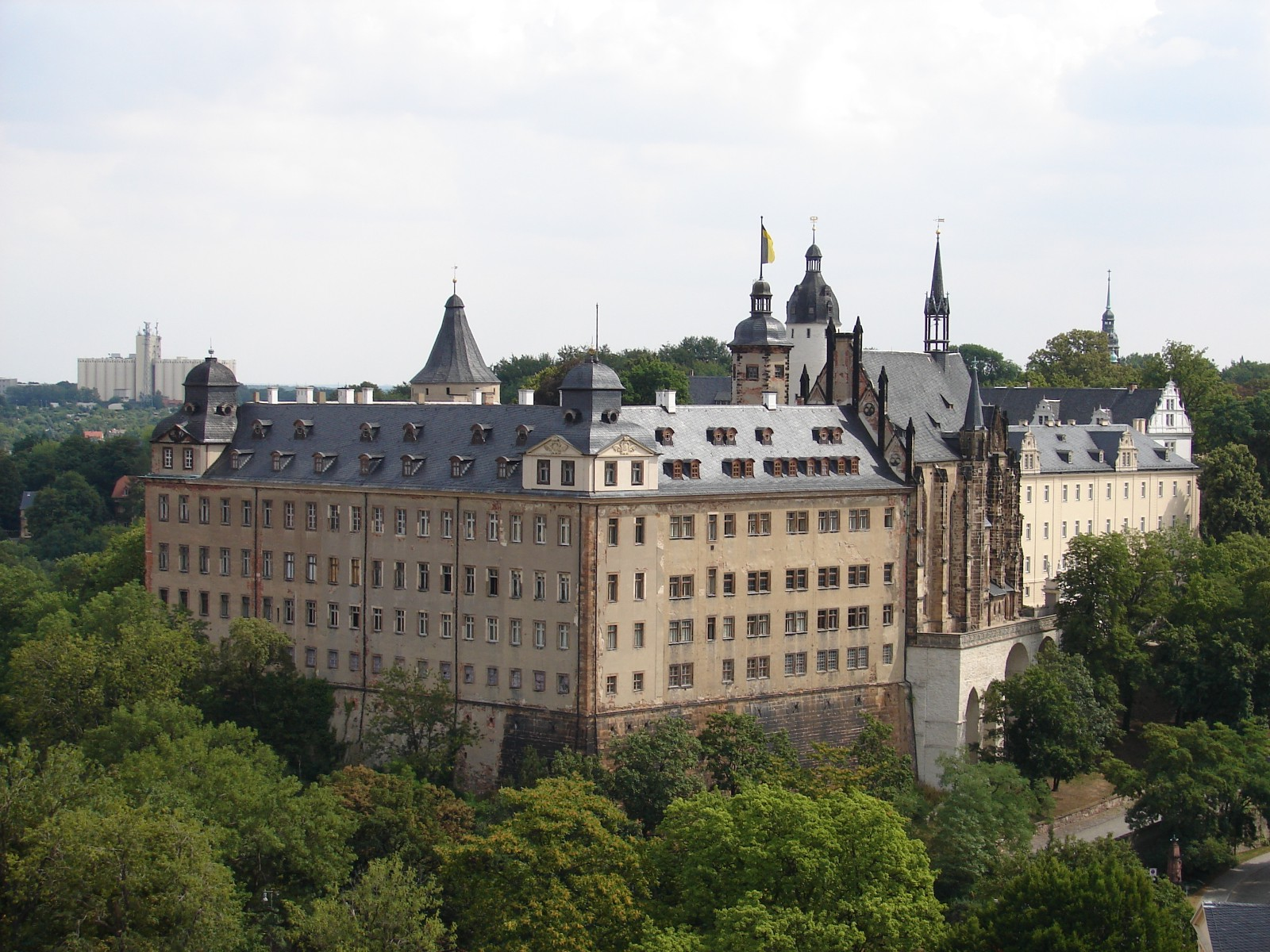
Schloss Altenburg
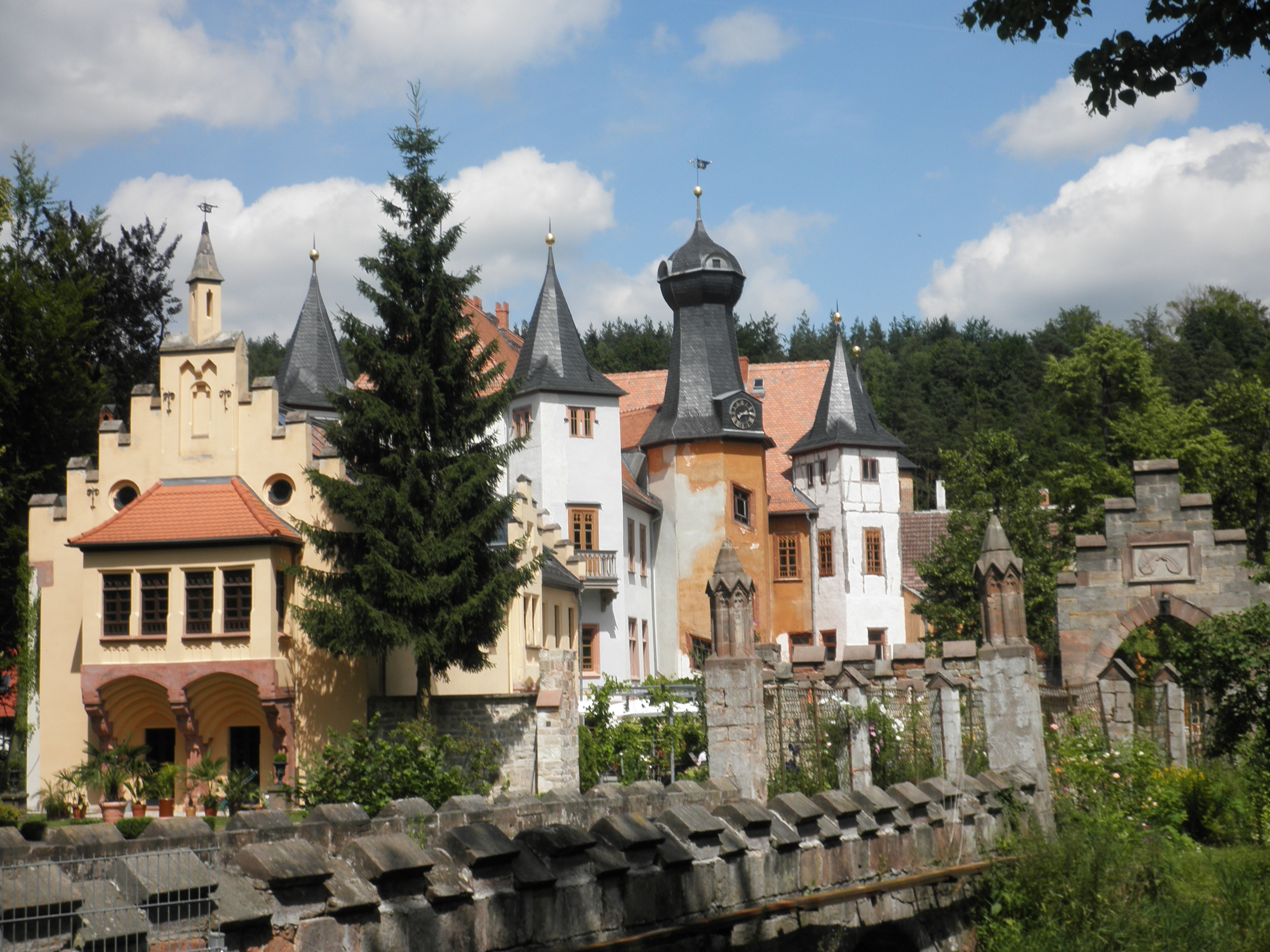
Jagdschloss Fröhliche Wiederkunft
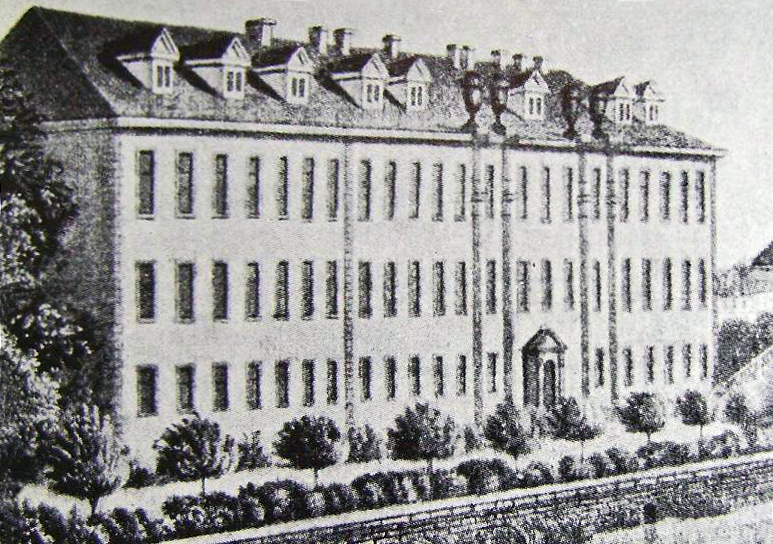
Schloss Hildburghausen
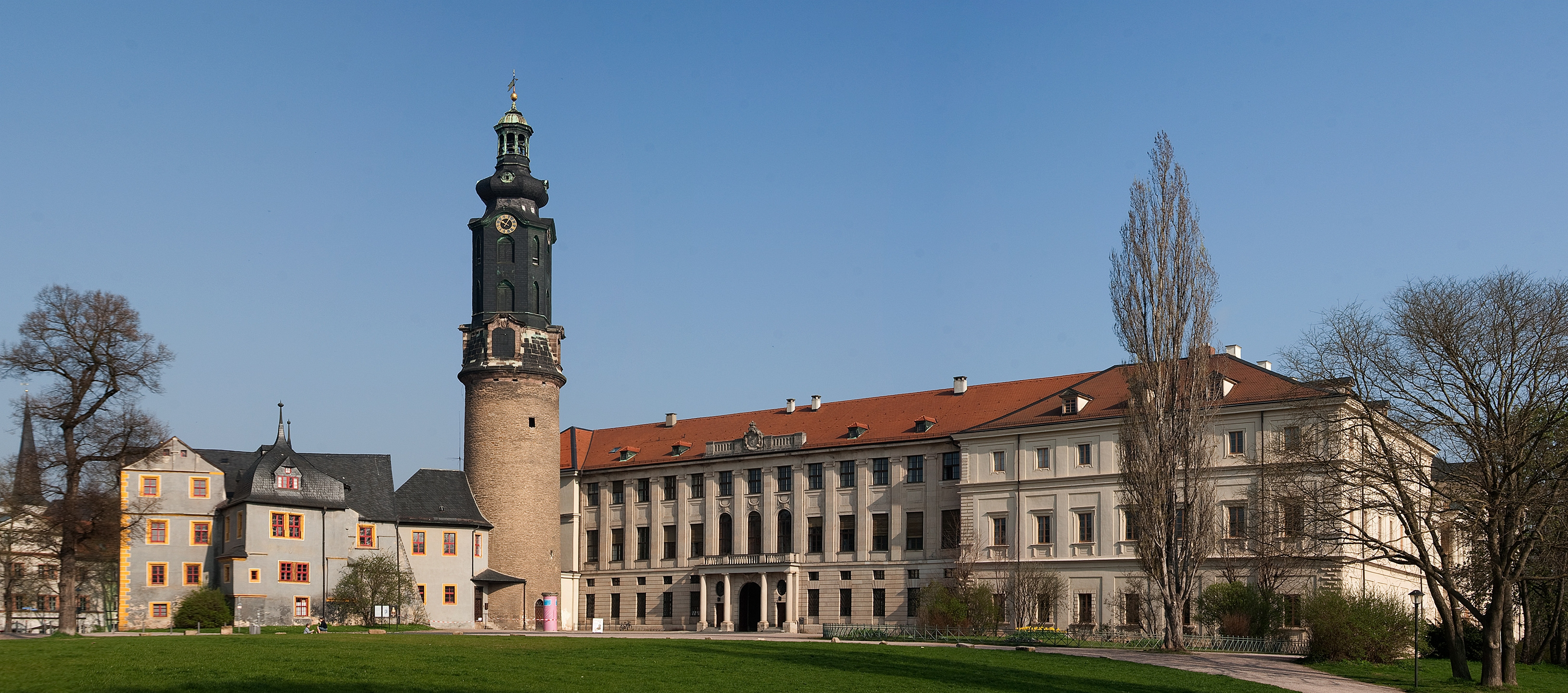
Weimarer Stadtschloss
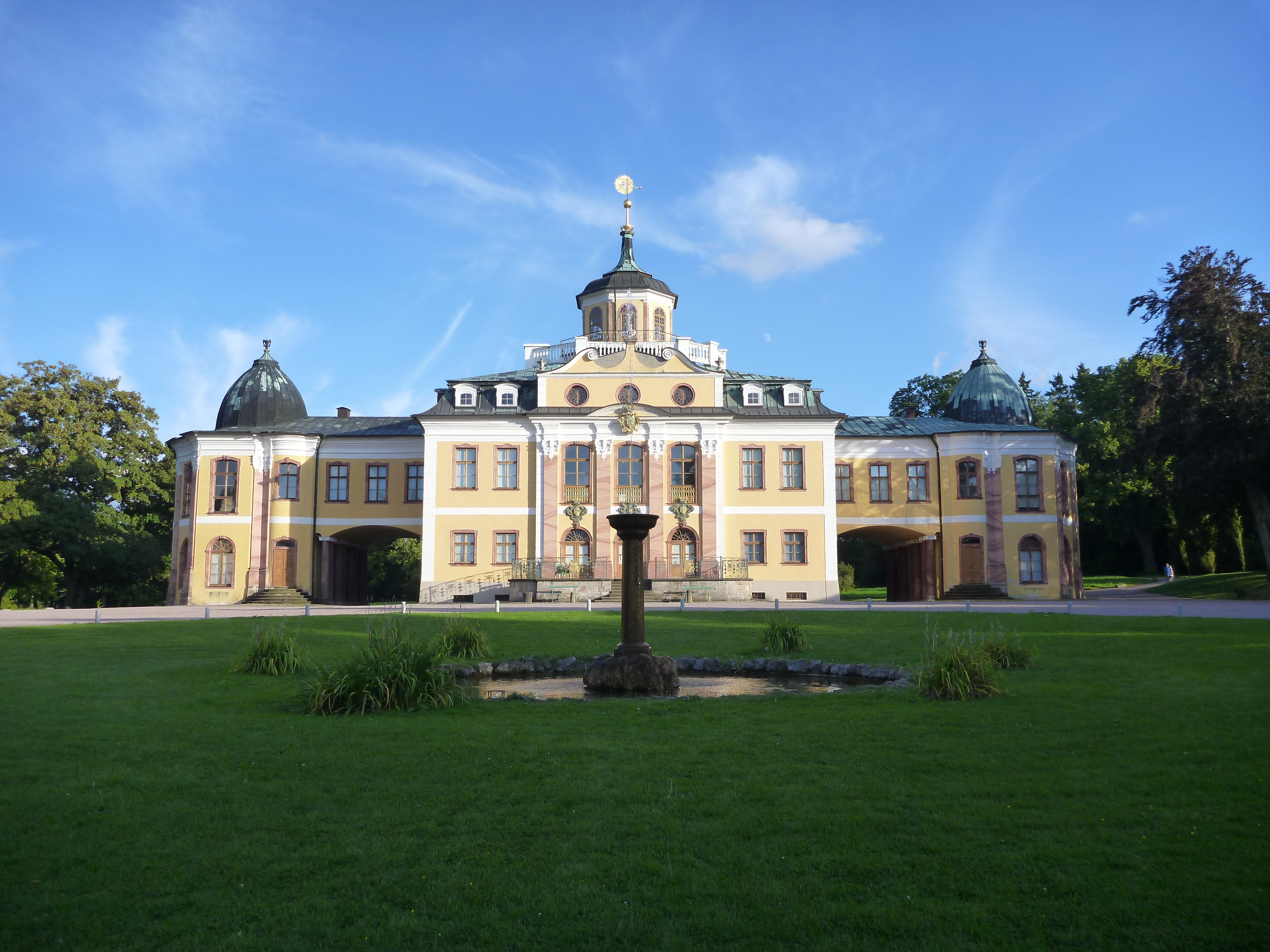
Belvedere (Weimar)
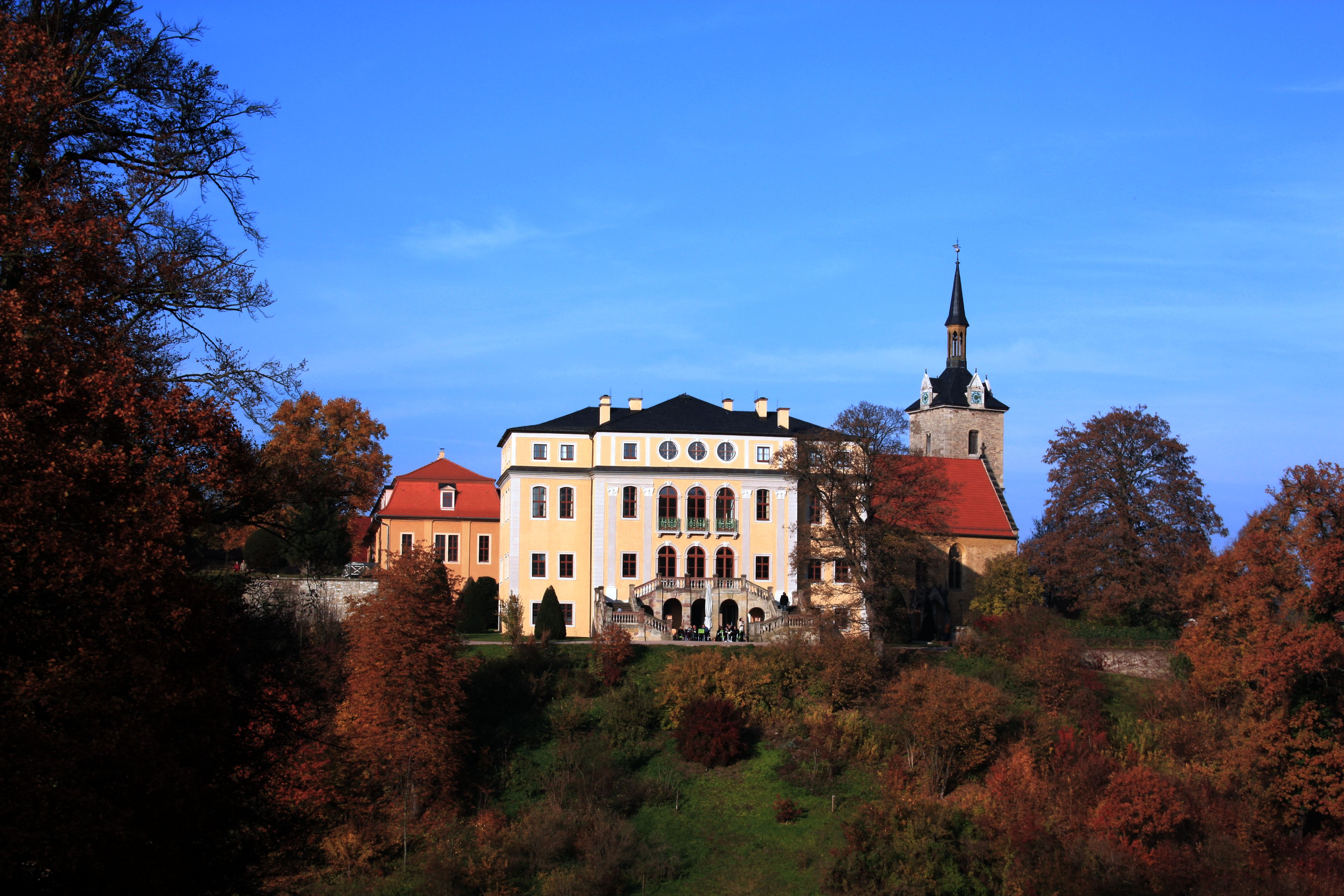
Schloss Ettersburg bei Weimar
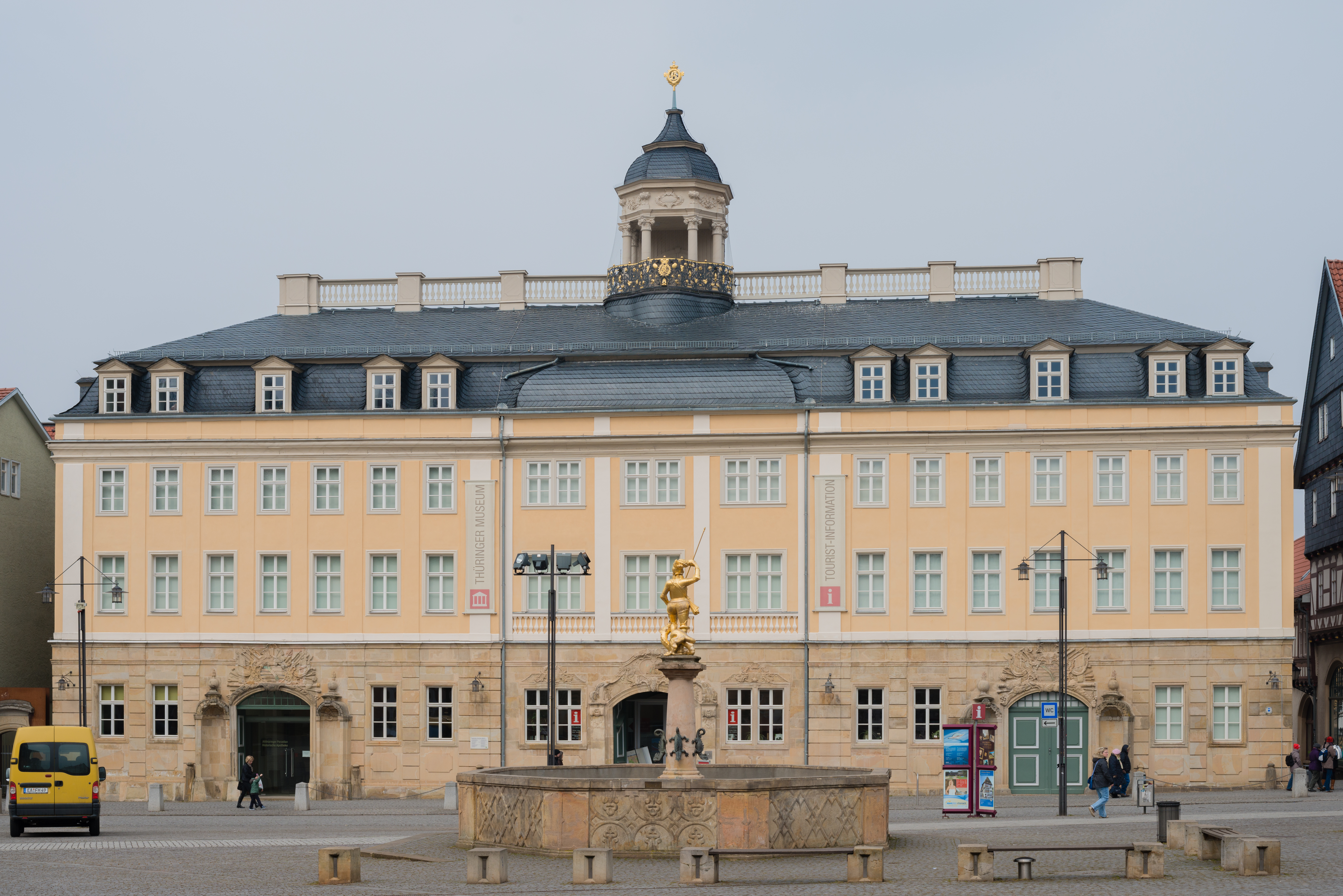
Eisenacher Stadtschloss
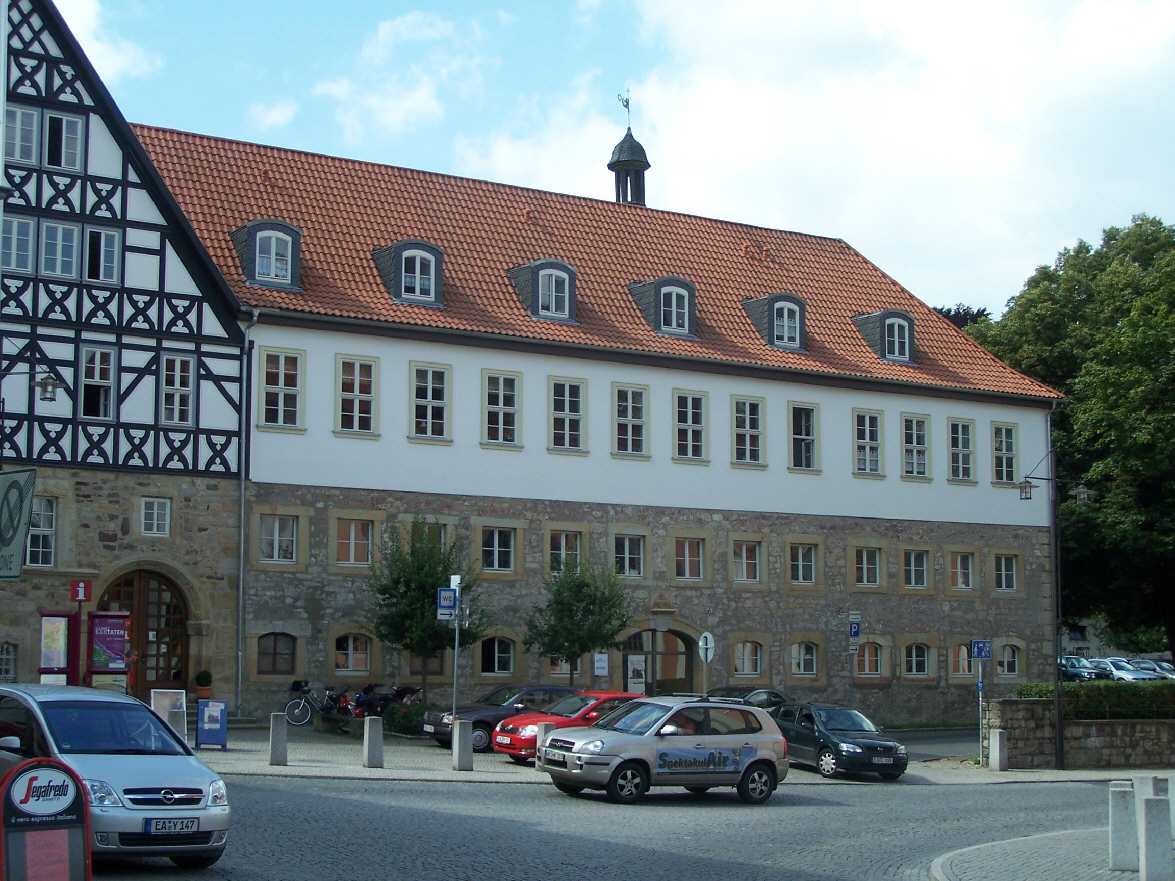
Residenzhaus Eisenach (Alte Residenz)
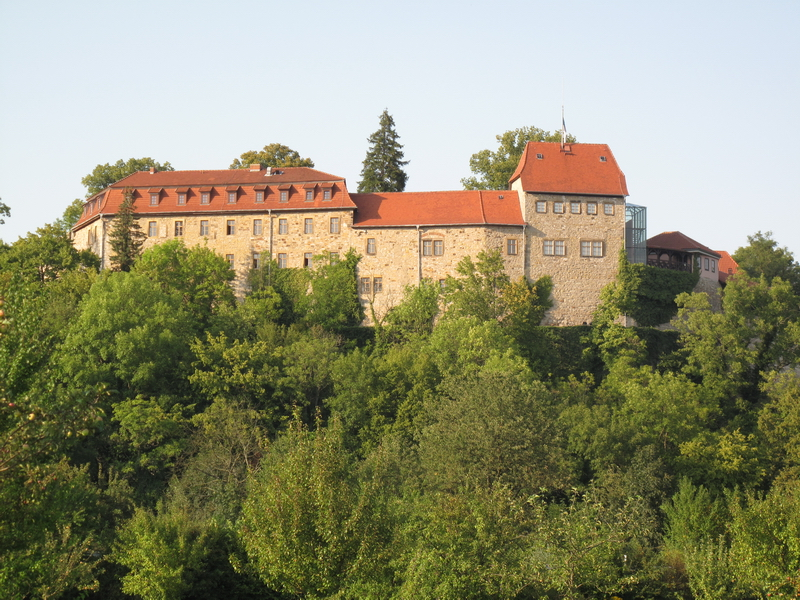
Burg Creuzburg bei Eisenach
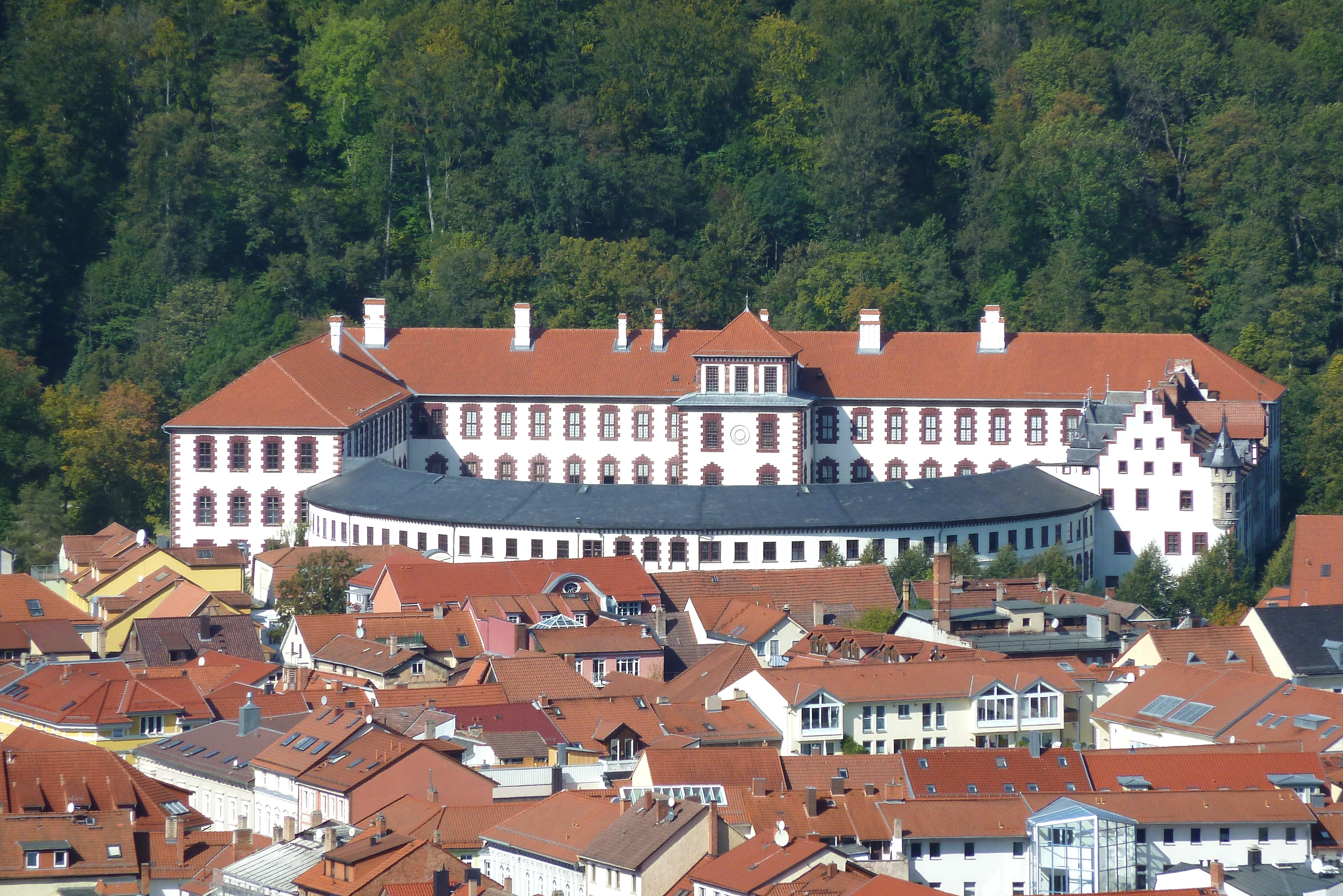
Schloss Elisabethenburg in Meiningen
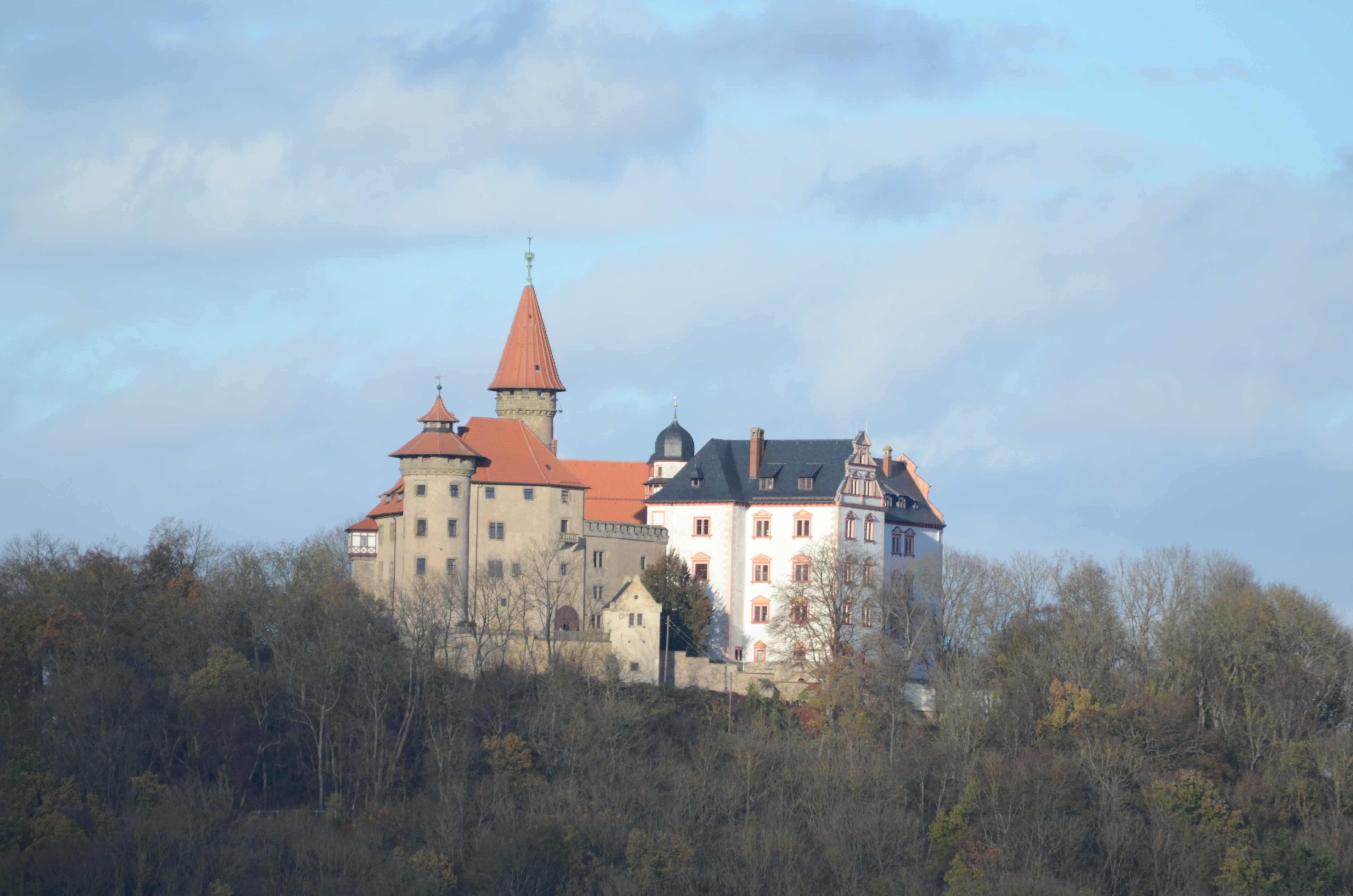
Veste Heldburg bei Meiningen
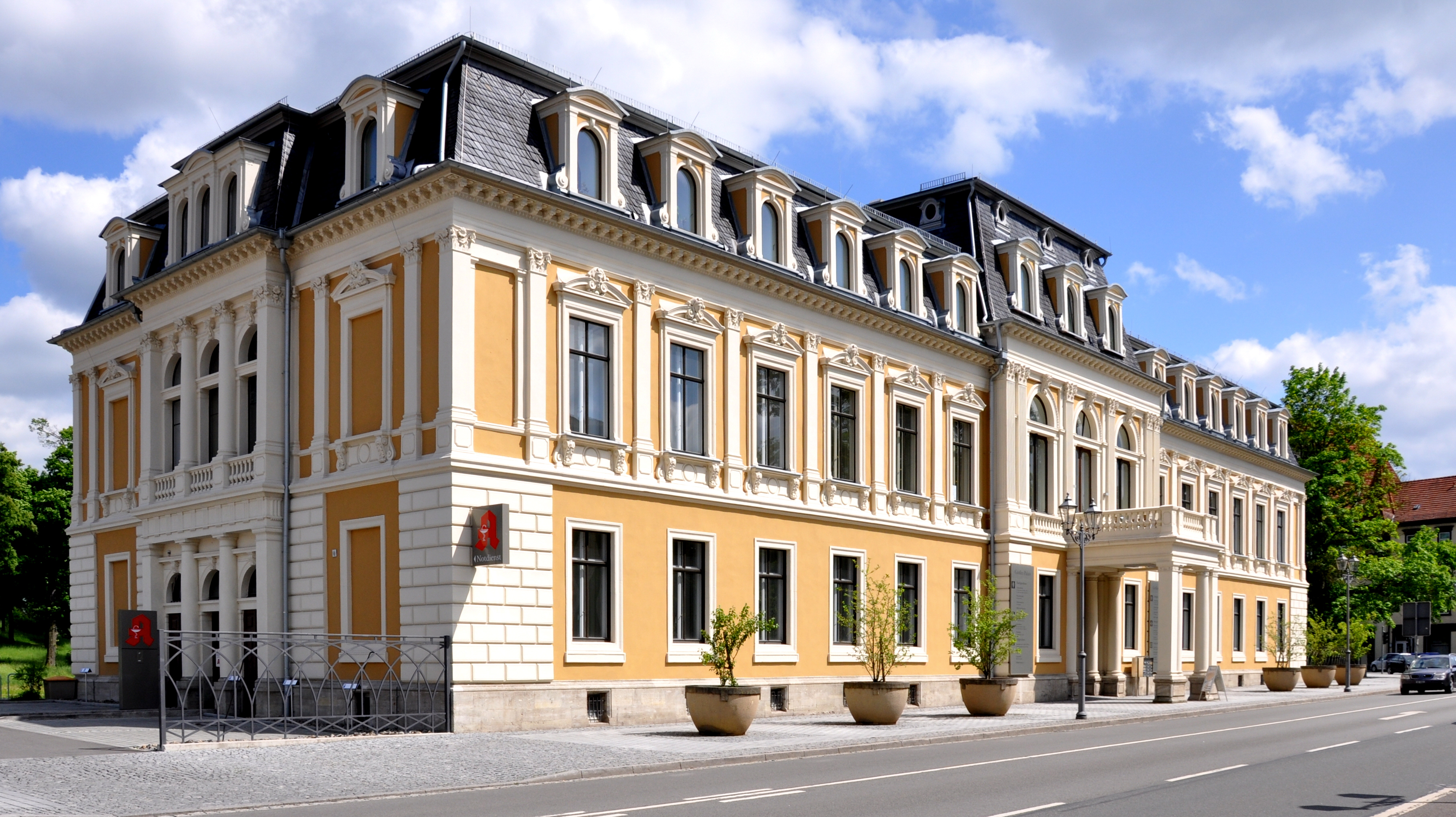
Großes Palais (Meiningen)
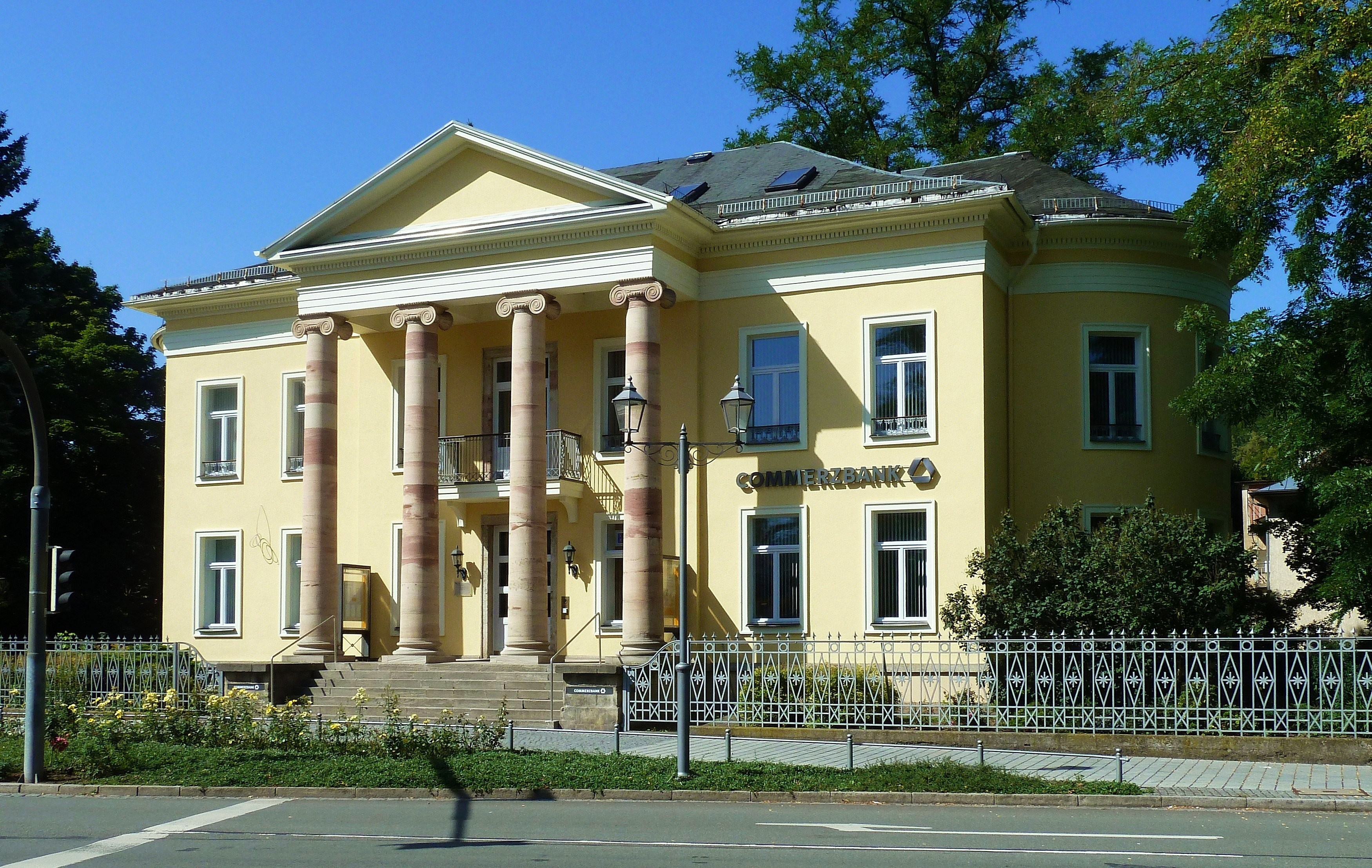
Kleines Palais (Meiningen)
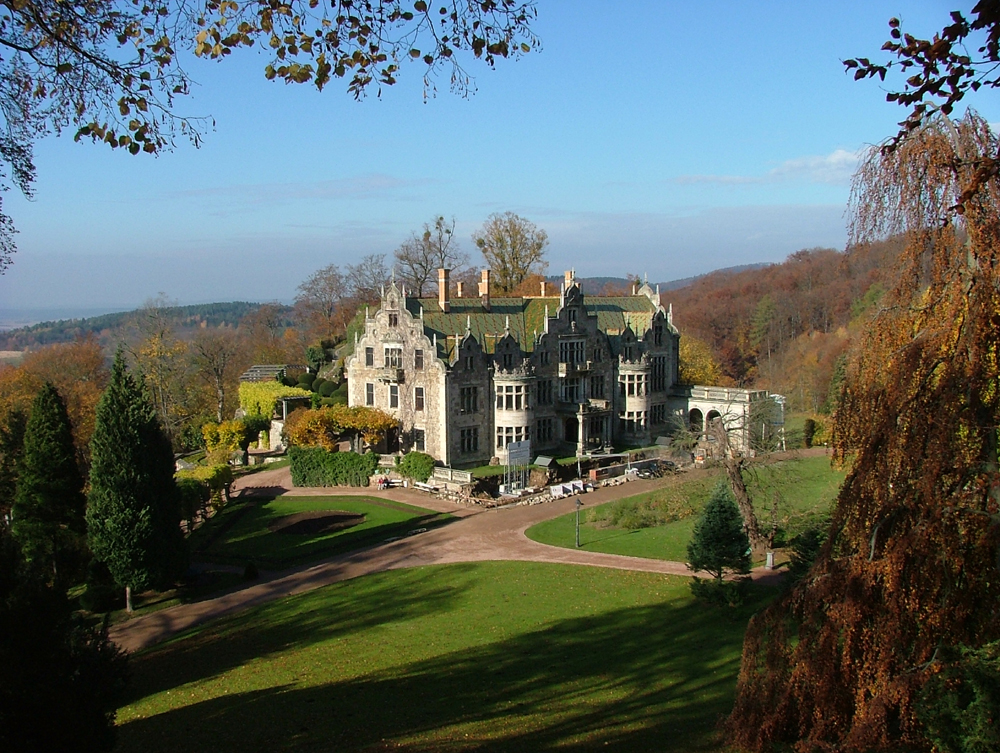
Schloss Altenstein
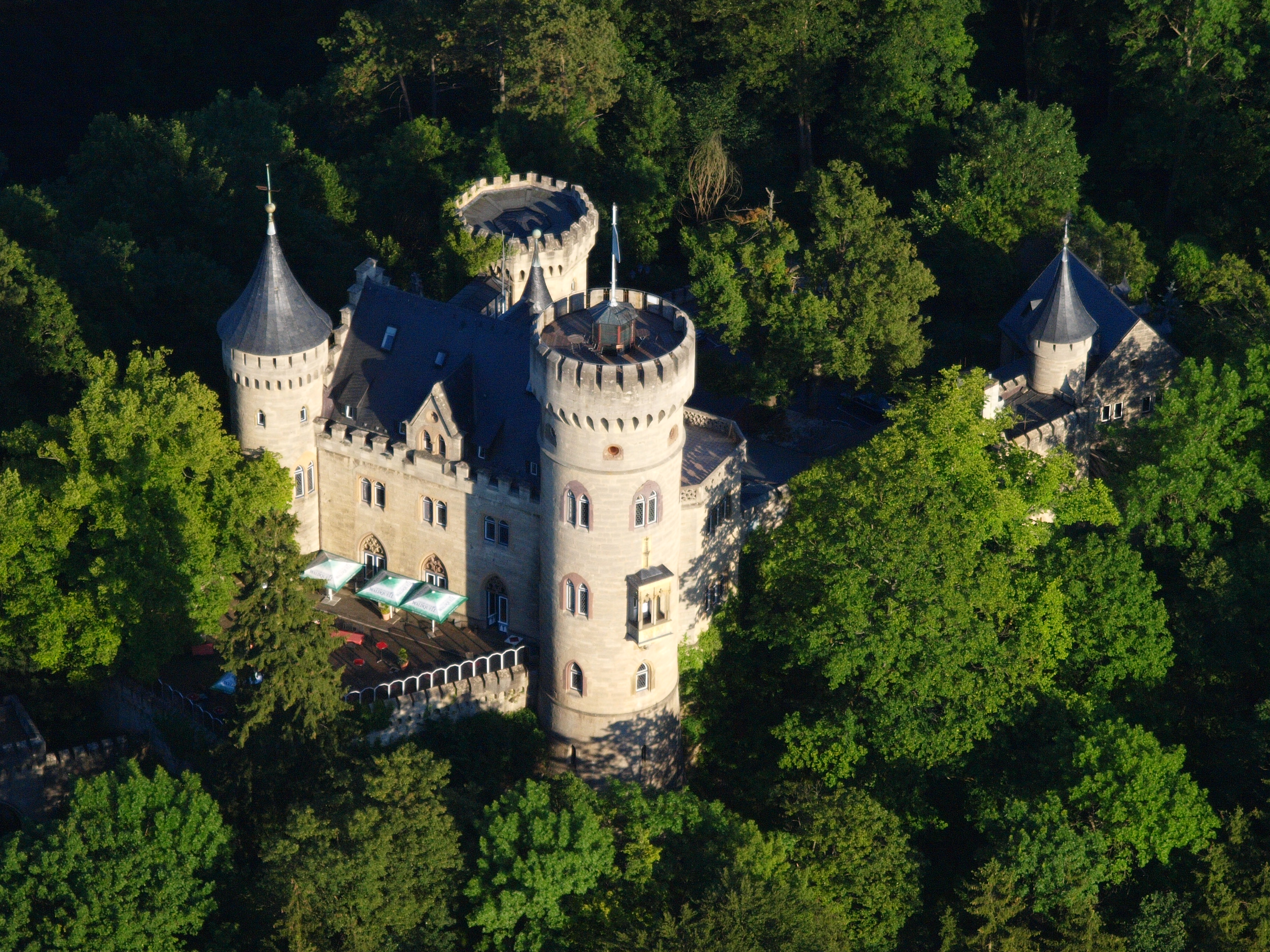
Schloss Landsberg (Meiningen)
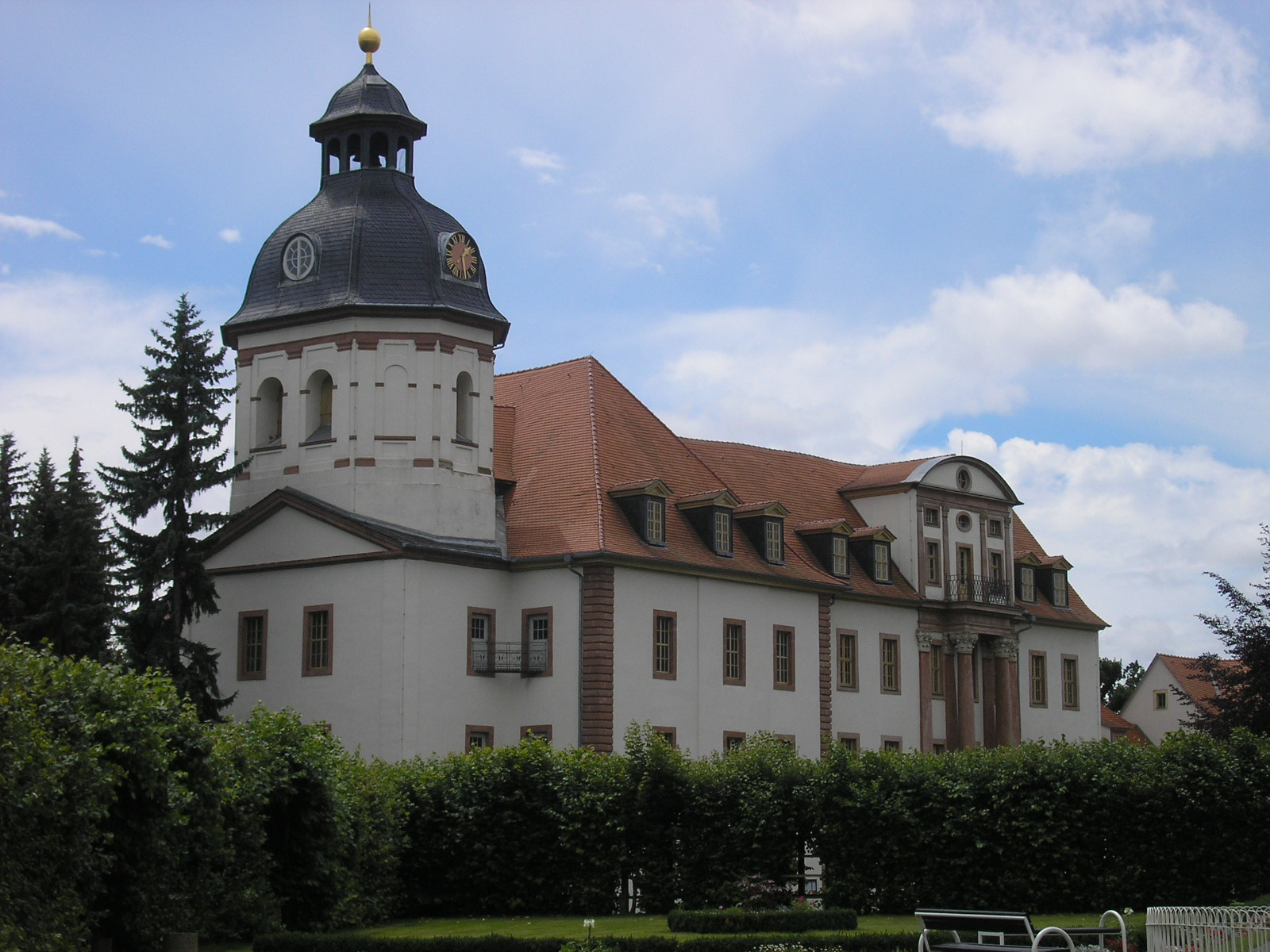
Schloss Christiansburg (Eisenberg)
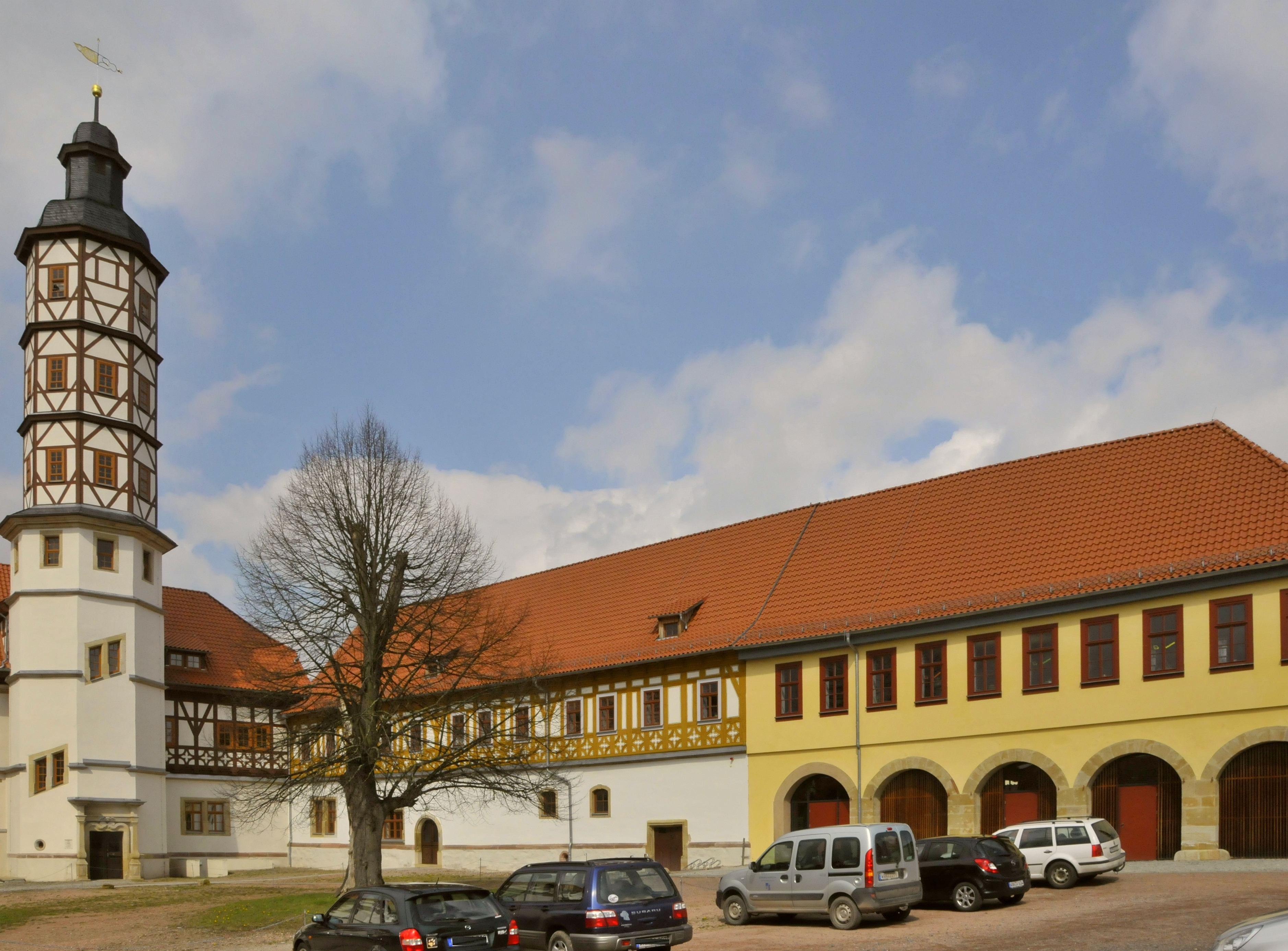
Schloss Marksuhl
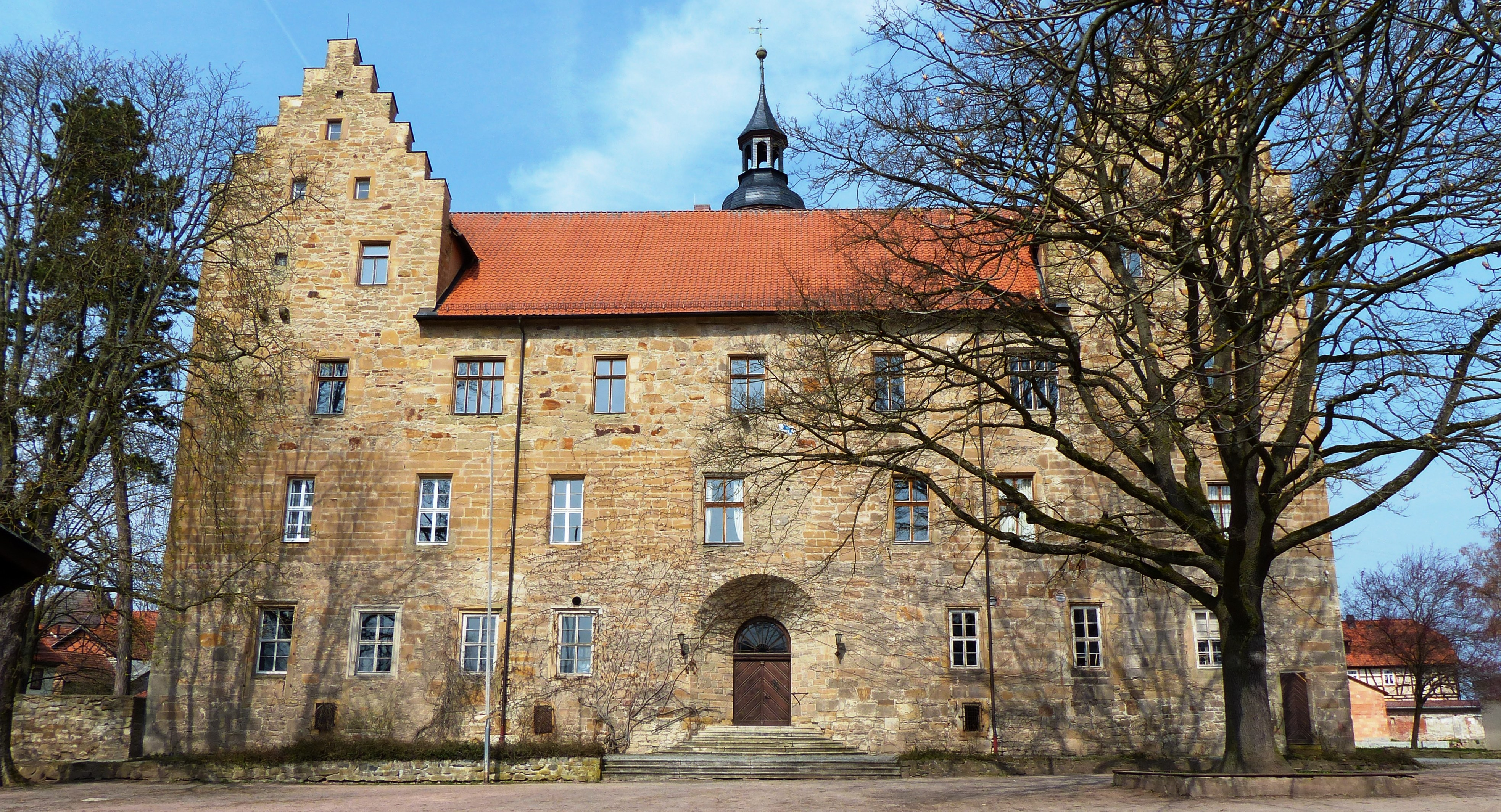
Glücksburg in Römhild
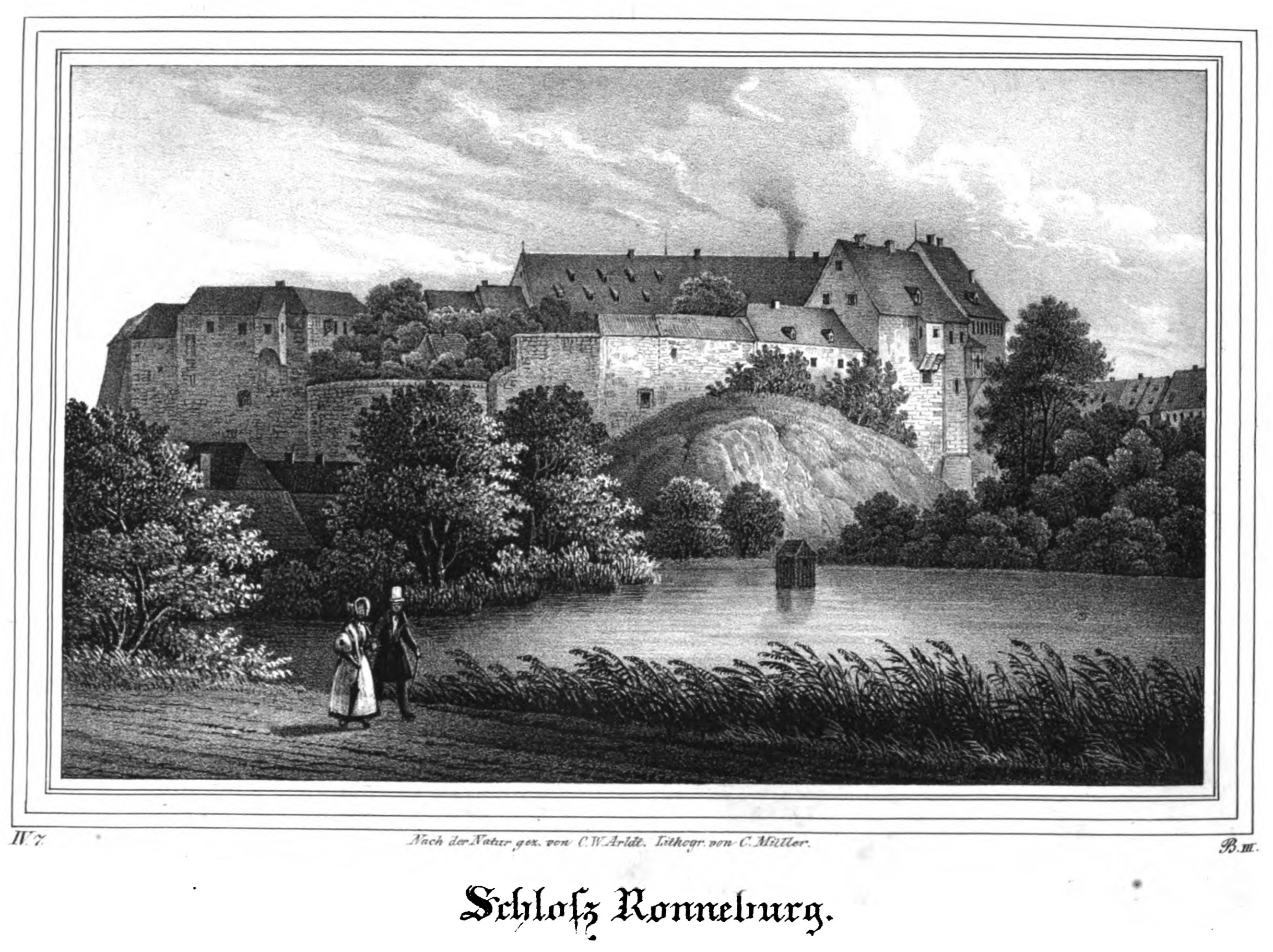
Ronneburg (Thüringen)

## Wappen

Ursprüngliches Stammwappen der Wettiner als Grafen von Wettin („Markgrafen von Landsberg“),[14] die sogenannten Landsberger Pfähle
Wappen der Wettiner als Markgrafen von Meißen
Wappen der Wettiner als Landgrafen von Thüringen und Markgrafen von Meißen
Wappen der Wettiner als Reichserzmarschälle und Kurfürsten von Sachsen
Wappen der Wettiner als Herzöge und Könige von Sachsen

## Grabstätten der Wettiner
Diese Liste führt die Grabstätten der Albertiner auf.
| Name                                                    | Lebensdaten  | Bestattungsort |
| ------------------------------------------------------- | ------------ | --- |
| Markgraf Konrad der Große                               | 1098–1157    | Kloster Petersberg |
| Luitgard von Schwaben                                   | † 1146       | Kloster Petersberg |
| Markgraf Otto der Reiche                                | 1125–1190    | Fürstenkapelle Kloster Altzella                                                                                               |
| Hedwig von Ballenstedt                                  | 1140–1203    | Fürstenkapelle Kloster Altzella                                                                                               |
| Markgraf Albrecht der Stolze                            | 1158–1195    | Fürstenkapelle Kloster Altzella                                                                                               |
| Sophie von Böhmen                                       | † 1195       | Fürstenkapelle Kloster Altzella                                                                                               |
| Markgraf Dietrich der Bedrängte                         | 1162–1221    | Fürstenkapelle Kloster Altzella                                                                                               |
| Jutta von Thüringen                                     | 1184–1235    | Kloster Veßra |
| Markgraf Heinrich der Erlauchte                         | 1215–1288    | Fürstenkapelle Kloster Altzella                                                                                               |
| Constantia von Österreich                               | 1212–1243    | ? |
| Agnes von Böhmen                                        | 1225/30–1268 | ? |
| Elisabeth von Maltitz                                   | 1238/39–1333 | Fürstenkapelle Kloster Altzella                                                                                               |
| Markgraf Albrecht II. der Entartete                     | 1240–1315    | Marienkirche Erfurt |
| Margaretha von Staufen                                  | 1237–1270    | ? |
| Kunigunde von Eisenberg                                 | † 1286       | Katharinenkloster in Eisenach                                                                                                 |
| Elisabeth von Orlamünde                                 | † 1333       | ? |
| Markgraf Friedrich der Freidige                         | 1257–1323    | Katharinenkloster Eisenach |
| Agnes von Görz und Tirol                                | † 1293       | ? |
| Elisabeth von Lobdeburg-Arnshaugk                       | 1286–1359    | Eisenacher Dominikanerkloster (Grabplatte heute in der Georgenkirche)                                                         |
| Markgraf Friedrich der Ernsthafte                       | 1310–1349    | Fürstenkapelle Kloster Altzella                                                                                               |
| Mathilde von Bayern                                     | 1313–1346    | vermutlich Kloster Altzella                                                                                                   |
| Markgraf Friedrich der Strenge                          | 1332–1381    | Fürstenkapelle Kloster Altzella                                                                                               |
| Katharina von Henneberg                                 | 1334–1397    | ? |
| Kurfürst Friedrich I. der Streitbare                    | 1370–1428    | Fürstenkapelle im Dom zu Meißen                                                                                               |
| Katharina von Braunschweig-Lüneburg                     | 1395–1442    | ? |
| Kurfürst Friedrich II. der Sanftmütige                  | 1412–1464    | Fürstenkapelle im Dom zu Meißen                                                                                               |
| Margaretha II. von Österreich                           | 1416–1486    | Schlosskirche Altenburg |
| Kurfürst Ernst                                          | 1441–1486    | Fürstenkapelle im Dom zu Meißen                                                                                               |
| Elisabeth von Bayern                                    | 1443–1484    | ? |
| Herzog Albrecht der Beherzte                            | 1443–1500    | Fürstenkapelle im Dom zu Meißen; Herz: Emden                                                                                  |
| Sidonie von Böhmen                                      | 1449–1510    | Fürstenkapelle im Dom zu Meißen                                                                                               |
| Herzog Georg der Bärtige                                | 1471–1539    | Fürstenkapelle im Dom zu Meißen                                                                                               |
| Barbara von Polen                                       | 1478–1534    | ? |
| Herzog Heinrich der Fromme                              | 1473–1541    | Grablege im Dom St. Marien Freiberg                                                                                           |
| Katharina von Mecklenburg                               | 1487–1561    | ? |
| Kurfürst Moritz                                         | 1521–1553    | Grablege im Dom St. Marien Freiberg                                                                                           |
| Agnes von Hessen                                        | 1527–1555    | Weimar, Kirche St. Peter und Paul                                                                                             |
| Kurfürst August                                         | 1526–1586    | Grablege im Dom St. Marien Freiberg                                                                                           |
| Anna von Dänemark und Norwegen                          | 1532–1585    | Freiberger Dom |
| Agnes Hedwig von Anhalt                                 | 1573–1616    | Sonderburg |
| Kurfürst Christian I.                                   | 1560–1591    | Grablege im Dom St. Marien Freiberg                                                                                           |
| Sophie von Brandenburg                                  | 1568–1622    | ? |
| Kurfürst Christian II.                                  | 1583–1611    | Grablege im Dom St. Marien Freiberg                                                                                           |
| Hedwig von Dänemark                                     | 1581–1641    | ? |
| Kurfürst Johann Georg I.                                | 1585–1656    | Grablege im Dom St. Marien Freiberg                                                                                           |
| Sibylla Elisabeth von Württemberg                       | 1584–1606    | Freiberger Dom |
| Magdalena Sibylle von Brandenburg                       | 1586–1659    | Freiberger Dom |
| Kurfürst Johann Georg II.                               | 1613–1680    | Grablege im Dom St. Marien Freiberg                                                                                           |
| Magdalena Sibylle von Brandenburg-Bayreuth              | 1612–1687    | Grablege im Dom St. Marien Freiberg                                                                                           |
| Kurfürst Johann Georg III.                              | 1647–1691    | Grablege im Dom St. Marien Freiberg                                                                                           |
| Anna Sophie von Dänemark und Norwegen                   | 1647–1717    | ? |
| Kurfürst Johann Georg IV.                               | 1668–1694    | Grablege im Dom St. Marien Freiberg                                                                                           |
| Eleonore Erdmuthe Luise von Sachsen-Eisenach            | 1662–1696    | Grablege im Dom St. Marien Freiberg                                                                                           |
| Kurfürst Friedrich August I., genannt August der Starke | 1670–1733    | Wawel in Krakau; Herz: Gründergruft in der Kathedrale Ss. Trinitatis (ehem. Katholische Hofkirche) in Dresden, Wettiner-Gruft |
| Christiane Eberhardine von Brandenburg-Bayreuth         | 1671–1727    | Gruft in der Stadtkirche St. Nikolaus in Pretzsch                                                                             |
| Kurfürst Friedrich August II.                           | 1696–1763    | Gründergruft in der Kathedrale Ss. Trinitatis (ehem. Katholische Hofkirche) in Dresden, Wettiner-Gruft                        |
| Maria Josepha von Österreich                            | 1699–1757    | Gründergruft in der Kathedrale Ss. Trinitatis (ehem. Katholische Hofkirche) in Dresden, Wettiner-Gruft                        |
| Kurfürst Friedrich Christian I.                         | 1722–1763    | Gründergruft in der Kathedrale Ss. Trinitatis (ehem. Katholische Hofkirche) in Dresden, Wettiner-Gruft                        |
| Maria Antonia von Bayern                                | 1724–1780    | Gründergruft in der Kathedrale Ss. Trinitatis (ehem. Katholische Hofkirche) in Dresden, Wettiner-Gruft                        |
| König Friedrich August I.                               | 1750–1827    | Gründergruft in der Kathedrale Ss. Trinitatis (ehem. Katholische Hofkirche) in Dresden, Wettiner-Gruft                        |
| Amalie von Zweibrücken                                  | 1752–1828    | Gründergruft in der Kathedrale Ss. Trinitatis (ehem. Katholische Hofkirche) in Dresden, Wettiner-Gruft                        |
| König Anton I.                                          | 1755–1836    | Große Gruft in der Kathedrale Ss. Trinitatis (ehem. Katholische Hofkirche) in Dresden, Wettiner-Gruft                         |
| Maria Carolina von Savoyen                              | 1764–1782    | Große Gruft in der Kathedrale Ss. Trinitatis (ehem. Katholische Hofkirche) in Dresden, Wettiner-Gruft                         |
| Maria Theresia von Österreich                           | 1767–1827    | Große Gruft in der Kathedrale Ss. Trinitatis (ehem. Katholische Hofkirche) in Dresden, Wettiner-Gruft                         |
| König Friedrich August II.                              | 1797–1854    | Königsgruft in der Kathedrale Ss. Trinitatis (ehem. Katholische Hofkirche) in Dresden, Wettiner-Gruft                         |
| Maria Karoline von Österreich                           | 1801–1832    | Große Gruft in der Kathedrale Ss. Trinitatis (ehem. Katholische Hofkirche) in Dresden, Wettiner-Gruft                         |
| Maria Anna von Bayern                                   | 1805–1877    | Königsgruft in der Kathedrale Ss. Trinitatis (ehem. Katholische Hofkirche) in Dresden, Wettiner-Gruft                         |
| König Johann I.                                         | 1801–1873    | Königsgruft in der Kathedrale Ss. Trinitatis (ehem. Katholische Hofkirche) in Dresden, Wettiner-Gruft                         |
| Amalie Auguste von Bayern                               | 1801–1877    | Königsgruft in der Kathedrale Ss. Trinitatis (ehem. Katholische Hofkirche) in Dresden, Wettiner-Gruft                         |
| König Albert I.                                         | 1828–1902    | Neue Gruft in der Kathedrale Ss. Trinitatis (ehem. Katholische Hofkirche) in Dresden, Wettiner-Gruft                          |
| Carola von Wasa-Holstein-Gottorp                        | 1833–1907    | Neue Gruft in der Kathedrale Ss. Trinitatis (ehem. Katholische Hofkirche) in Dresden, Wettiner-Gruft                          |
| König Georg I.                                          | 1832–1904    | Neue Gruft in der Kathedrale Ss. Trinitatis (ehem. Katholische Hofkirche) in Dresden, Wettiner-Gruft                          |
| Maria Anna von Portugal                                 | 1843–1884    | Große Gruft in der Kathedrale Ss. Trinitatis (ehem. Katholische Hofkirche) in Dresden, Wettiner-Gruft                         |
| König Friedrich August III.                             | 1865–1932    | Neue Gruft in der Kathedrale Ss. Trinitatis (ehem. Katholische Hofkirche) in Dresden, Wettiner-Gruft                          |
| Luise von Österreich-Toskana                            | 1870–1947    | Hohenzollern-Gruft im Kloster Hedingen, Sigmaringen                                                                           |
| Friedrich Christian von Sachsen                         | 1893–1968    | Königskapelle Imst-Brennbichl in Nordtirol                                                                                    |
| Elisabeth Helene von Thurn und Taxis                    | 1903–1976    | Königskapelle Imst-Brennbichl in Nordtirol                                                                                    |
| Ernst Heinrich von Sachsen                              | 1896–1971    | Hohenzollern-Gruft im Kloster Hedingen, Sigmaringen                                                                           |
| Dedo von Sachsen                                        | 1922–2009    | Hohenzollern-Gruft im Kloster Hedingen, Sigmaringen (Urne)                                                                    |
| Timo von Sachsen                                        | 1923–1982    | Friedhof Tholenswehr in Emden                                                                                                 |
| Gero von Sachsen                                        | 1925–2003    | Hohenzollern-Gruft im Kloster Hedingen, Sigmaringen (Urne)                                                                    |
| Maria Emanuel von Sachsen                               | 1926–2012    | Königskapelle Imst-Brennbichl in Nordtirol                                                                                    |
| Albrecht Joseph (Albert) von Sachsen                    | 1934–2012    | Alter Katholischer Friedhof in Dresden                                                                                        |